# Histoire de l'Uruguay
Pour un article plus général, voir Uruguay.

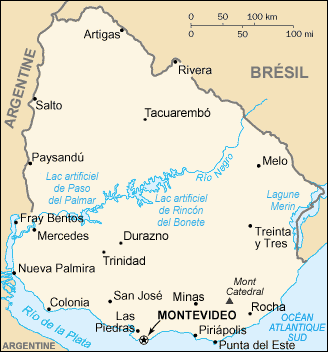
Uruguay au présent

L’histoire de l'Uruguay comprend différentes périodes : l'époque précolombienne ou l'histoire ancienne (jusqu'au XVIe siècle), la période coloniale espagnole (1516-1811), la période de construction de la nation (1811-1830) et l'histoire de l'Uruguay en tant que pays indépendant (depuis 1830).
L’Uruguay naît de la sécession de la Cisplatine, province la plus méridionale de l’empire du Brésil, et de l’échec de sa réincorporation aux Provinces-Unies du Río de la Plata : son histoire est donc jusqu'en 1830 une partie de l'histoire de ses deux grands voisins (Brésil, Argentine).
La population du pays en 2024 est estimée à 3,5 millions d'habitants (hors diasporas et émigrations), contre 3 en 1975, 2 en 1930, 1 en 1903, 0,2 en 1840, et seulement 74 000 en 1829, mais ce ne sont pas encore des Uruguayens.

## Préhistoire
Les premières traces de vie humaine sont repérables par les premières industries lithiques datant du Paléolithique supérieur repérées dans le nord du pays. Les populations étaient alors très nomades à cause des différentes glaciations.

## Avant 1500: peuples indigènesprécolombiens
Durant le Néolithique, la fin de la dernière glaciation pousse de petits groupes nomades (Charrúas, Chanas, Minuanes, Bohanes (es), Guenoas, Arachán (en), Yaros (es) et Guaranis), à se sédentariser et à délaisser les régions les plus arides et pour peupler les îles fertiles du río Uruguay.
Les hommes auraient alors commencé à tailler efficacement les pierres pour en faire des outils puis vers - 6 000 ans, à s'organiser en groupes sédentaires d'une vingtaine d'individus fabriquant des tumulus de terre pouvant atteindre de 40 m de diamètre et de 2 à 7 m de haut.
Ces tumulus pouvaient alors servir de sépulture pour les morts (tombeau individuel ou collectif), de zones cultivables ou de tour de guet pour se protéger.
Finalement les peuples charrúas et guaranis se démarquent des autres groupes, et sont les premiers que l'on peut désigner par « peuple », car le nombre d'individus est significatif.
On a depuis retrouvé les marques de la culture avancée de ces peuples pécheurs et agriculteurs avec diverses céramiques.
Néanmoins, nous ne connaissons quasiment rien de ces peuples — sinon qu'ils étaient hostiles l'un envers l'autre — puisqu'ils ne connaissaient pas l'écriture, les seuls éléments archéologiques étant leurs outils et leurs habitats.

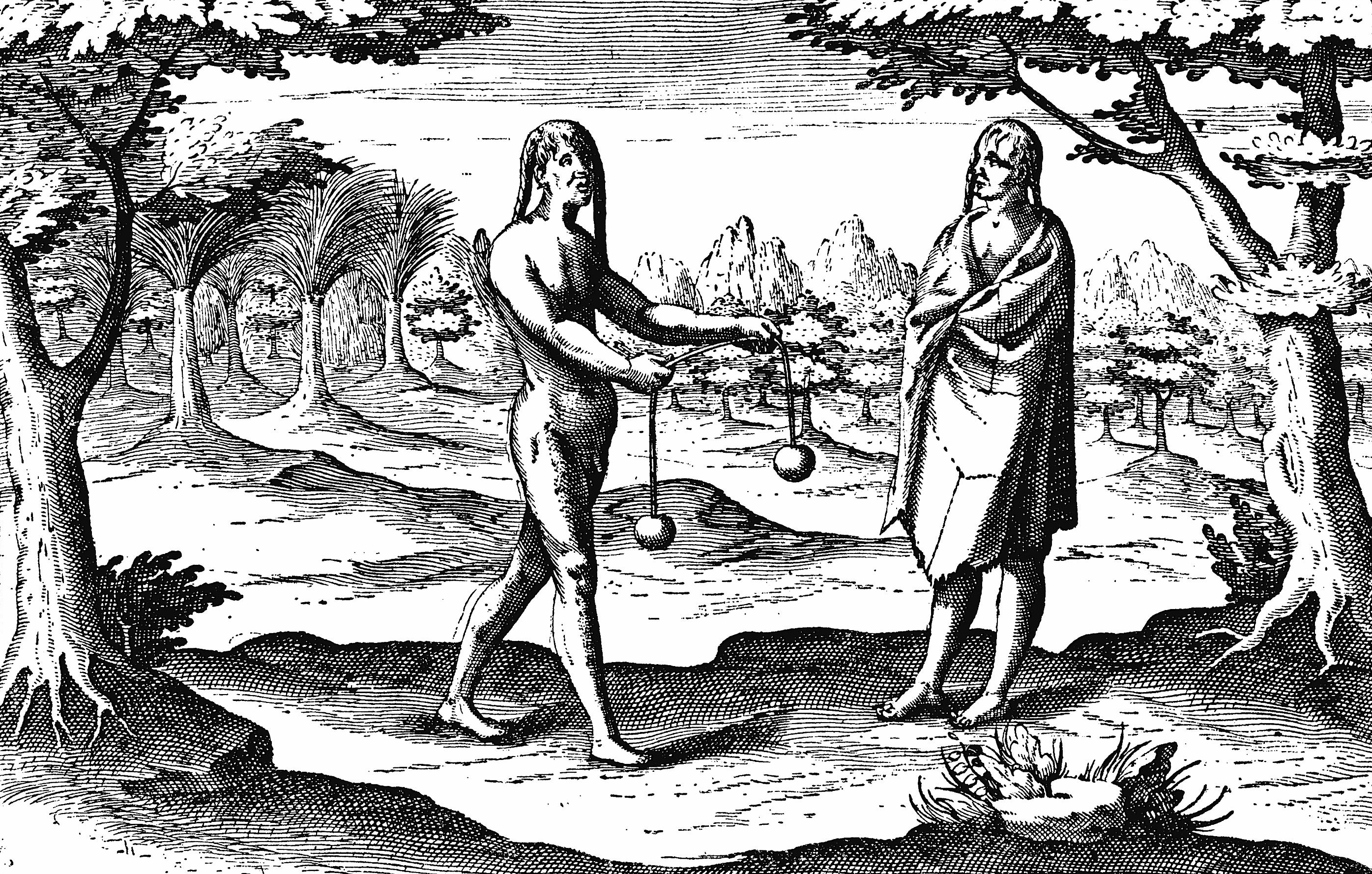
Indigènes du río de la Plata selon le carnet d'Hendrick Ottsen en 1603
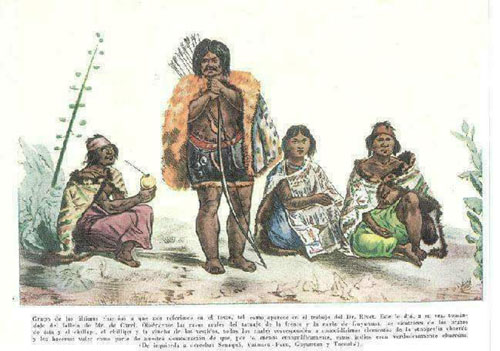
Indigènes, 1833
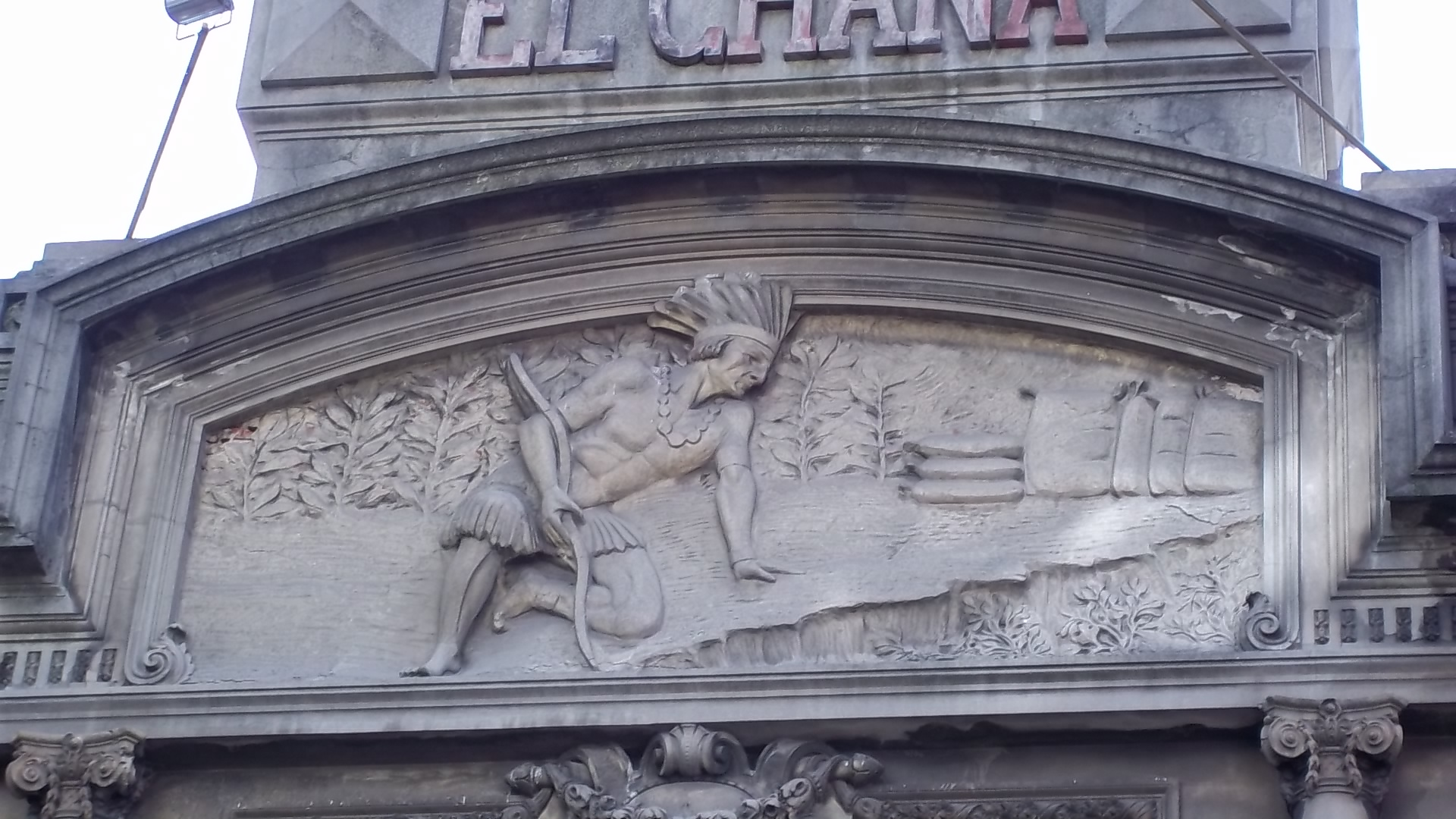
Chasseur Chana (représentation)
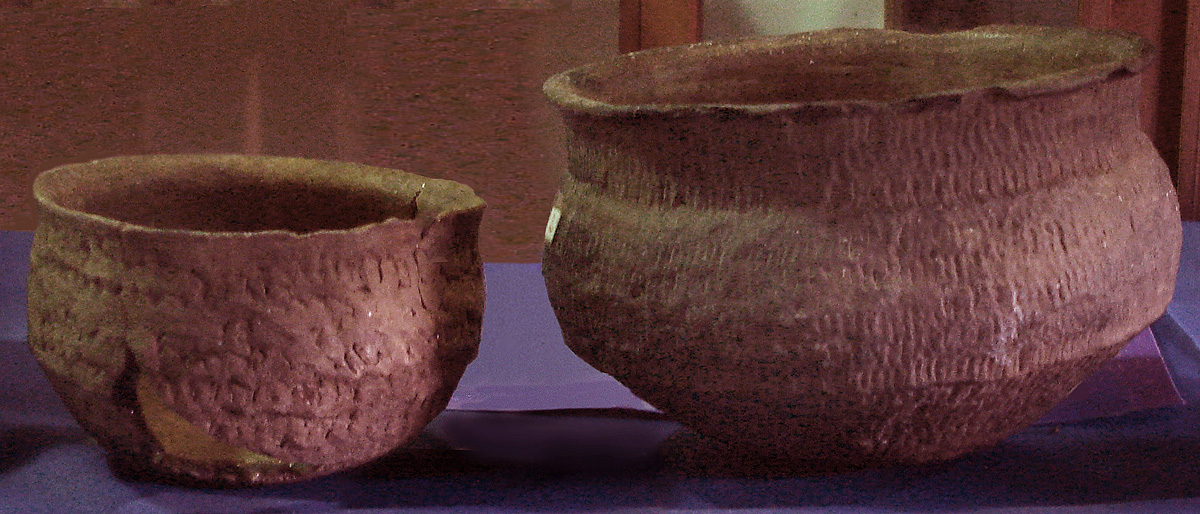
Céramique indigène guarani
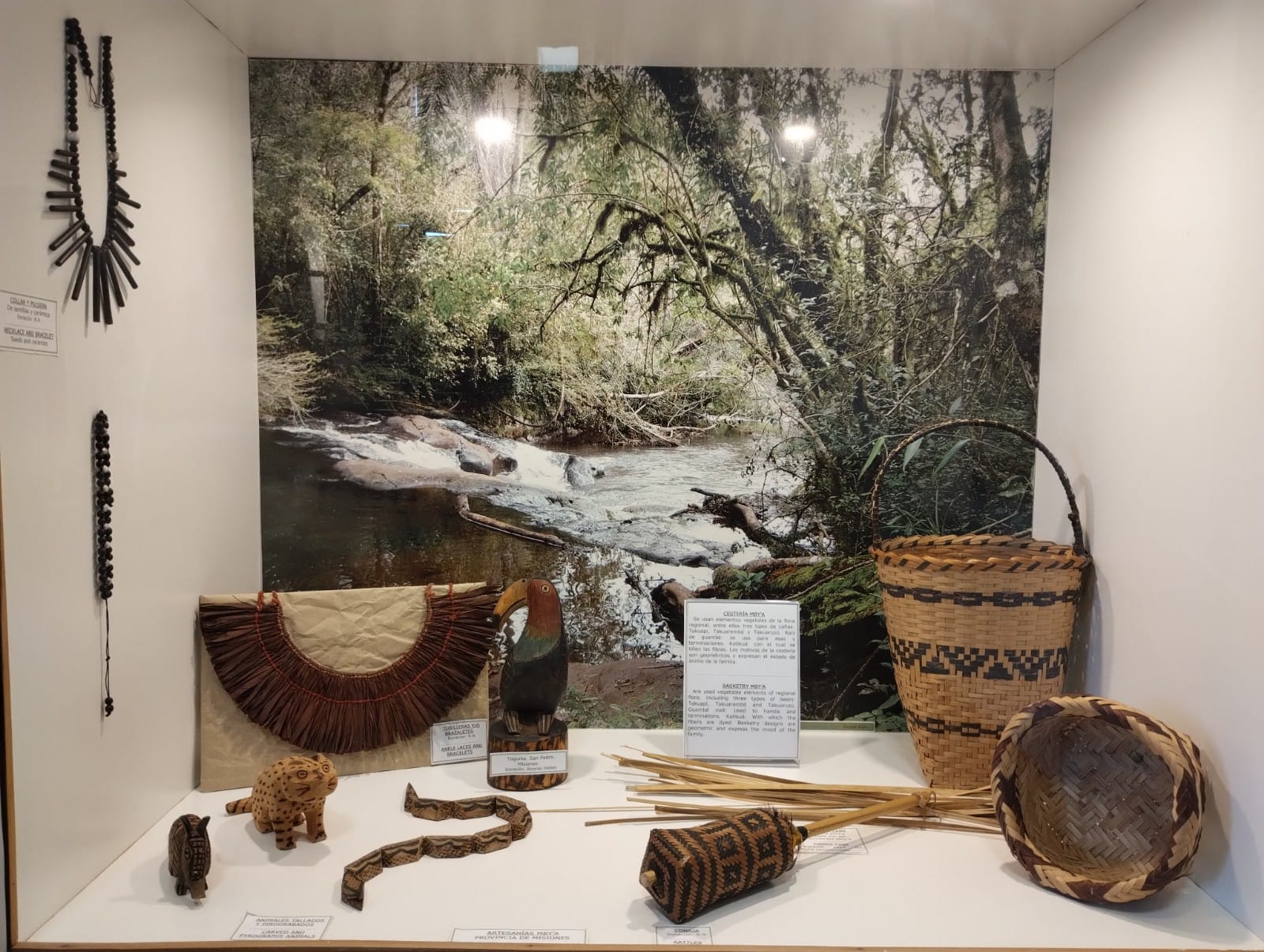
Artisanat Mbya-Guarani

## Arrivée des Européens, implantation, colonisation (1500c-1810c)
Les Charrúas, une petite tribu repoussée par les Guaranis, sont les seuls habitants (connus) de la région à l'arrivée des Européens.
Les conquistadores espagnols de Juan Díaz de Solís découvrent cette zone en 1516 : expédition de Solis au rio de la Plata (es) (1515-1516).
.
En 1527, Sébastien Cabot (1477-1557), sous les ordres du royaume d'Espagne, construit un fortin à Saint-Lazare d'Uruguay (es) près de l'actuelle Carmelo (ville), puis un fort à l'embouchure de la rivière San Salvador.
Ensuite, le 30 mai 1574, Juan Ortiz de Zárate (es) (1515c-1576) bâtit, à proximité des ruines de ce fort entretemps détruit par les Charrúas, la première ville s'appelant aussi San Salvador.
En 1603, les Espagnols introduisent du bétail en Uruguay pour tenter de développer l'économie locale, mais l'absence d'or et d'argent, combinée à la forte résistance des Charrúas aux intrusions européennes, dissuade les Européens de s'y installer durant les XVIe et le XVIIe siècle.
En 1624 des missionnaires jésuites fondent une réduction (reducción) sur les bords du Río Negro, presque à la confluence avec le fleuve Uruguay, dénommée Santo Domingo Soriano, à l'emplacement actuel de la ville de Soriano.
Plus tard, les Espagnols augmentent leur présence pour limiter l'expansion des Portugais installés au Brésil parce que, dès 1680, les Portugais violent le traité de Tordesillas en fondant la ville de Colonia del Sacramento juste en face de la ville de Buenos Aires, afin de dominer complètement le Río de la Plata (avant Porto Alegre (1732), Rio Grande (1737) et la forteresse de Sainte-Thérèse (es) (1762) près de Rocha (ville)).
Ainsi, le capitaine espagnol Bruno Mauricio de Zabala (1682-1736) fonde Montevideo le 24 décembre 1726 pour placer une armée dans ce poste fortifié, avant de coloniser la Banda oriental, à l'est du fleuve Uruguay.
Le traité de Madrid (1750), qui met fin à la guerre hispano-portugaise de 1735-1737, impose d'établir de nouvelles divisions administratives.
Lors des opérations de fixation de la nouvelle frontière, les troupes espagnoles et portugaises se heurtent à la résistance de sept missions jésuites dans la province de la Bande orientale (actuel Uruguay), au cours de ce qu'on appelle la guerre des Guaranis (1754-1756).
Ce problème est réglé par le traité de San Ildefonso (1777), qui attribue cette région à l'Espagne.
Ces événements sont évoqués dans le film Mission d'Alex Joffé (1986).
En 1777, les Espagnols établissent leur autorité sur la région en la mettant sous contrôle de la vice-royauté du Río de la Plata (à Buenos Aires) (1776-1816), avec certaine latitude des autorités portugaises. Le port naturel de Montevideo finit par concurrencer le commerce de Buenos Aires.
Le début du XIXe siècle est marqué par des luttes entre les envahisseurs britanniques, les Portugais et les Espagnols pour la domination de cette zone s'étendant sur le territoire uruguayen, une partie de l'Argentine et une autre du Brésil.

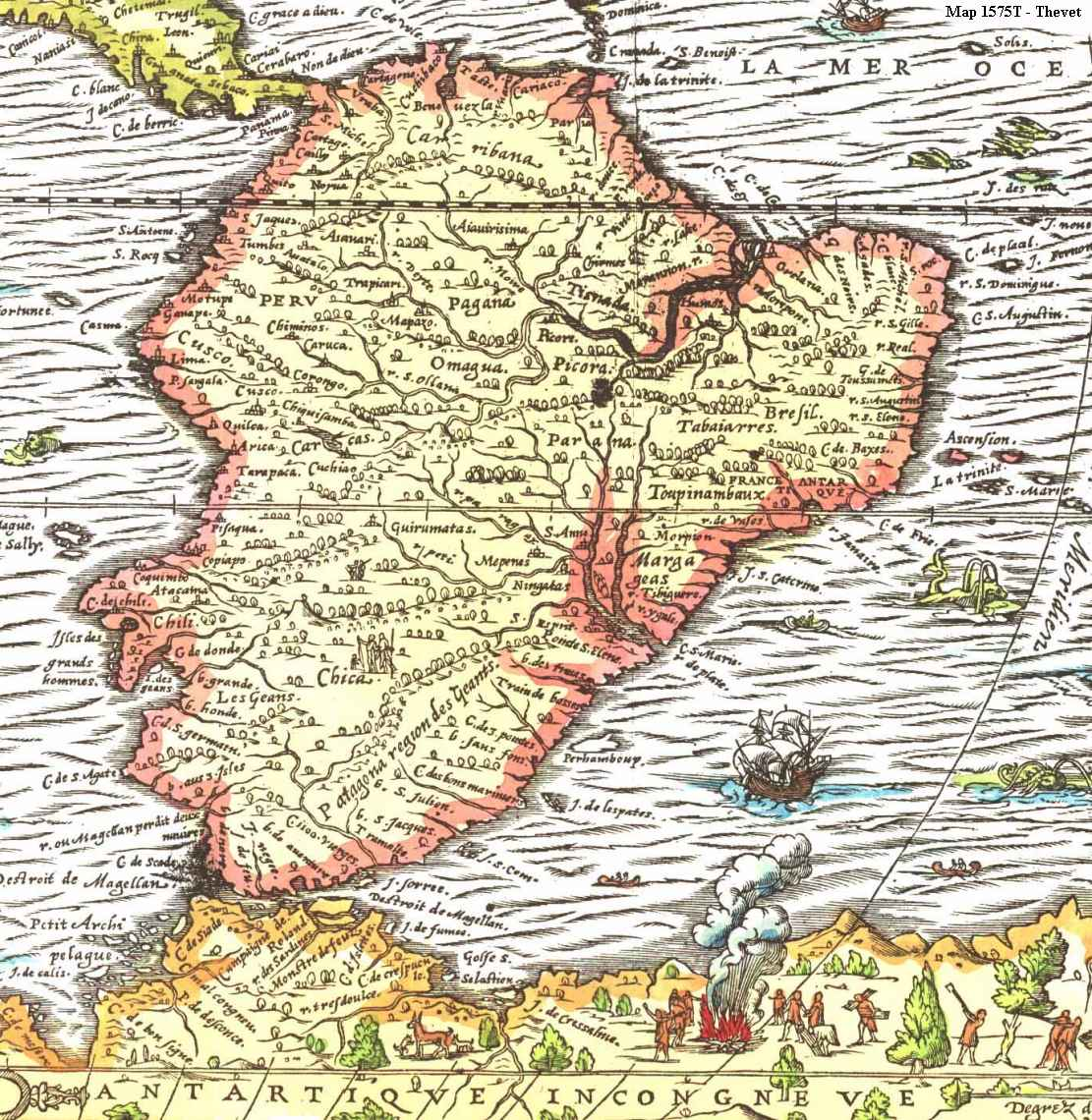
André Thevet (1516-1592), carte de l'Amérique du Sud, 1575
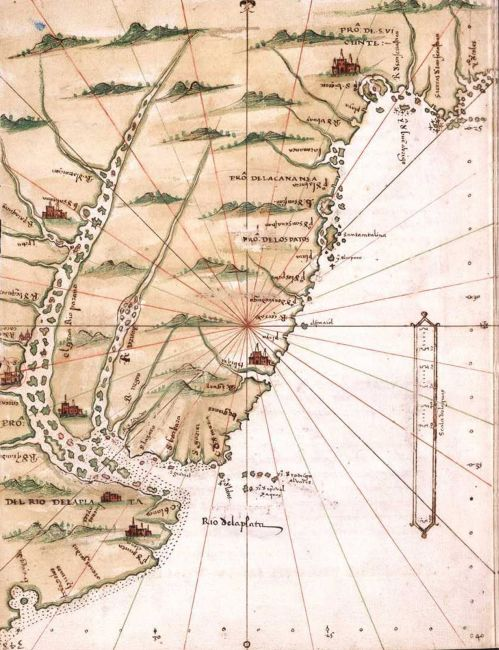
Alonso de Santa Cruz (1505-1567), Rio de la Plata
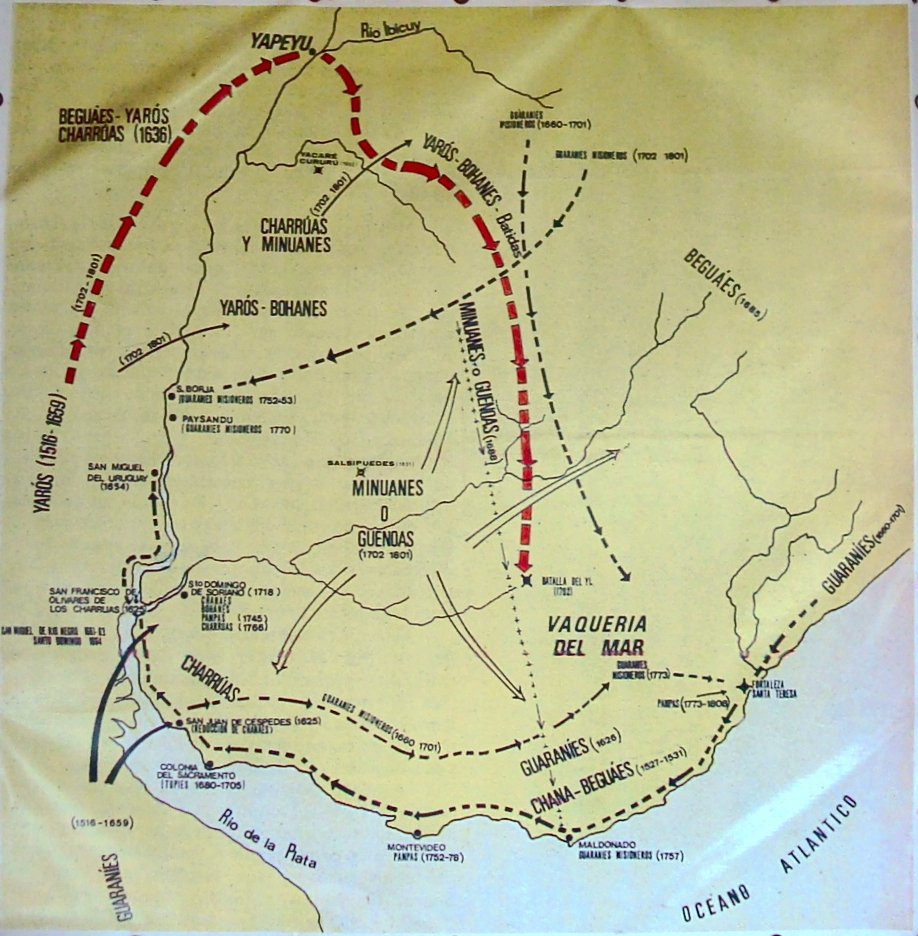
Peuples indigènes
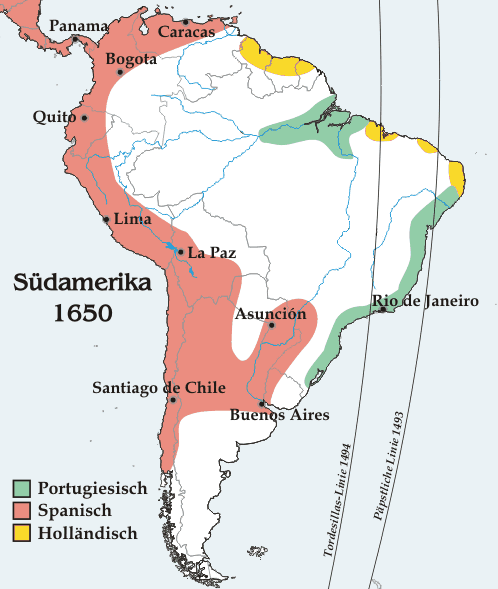
1650
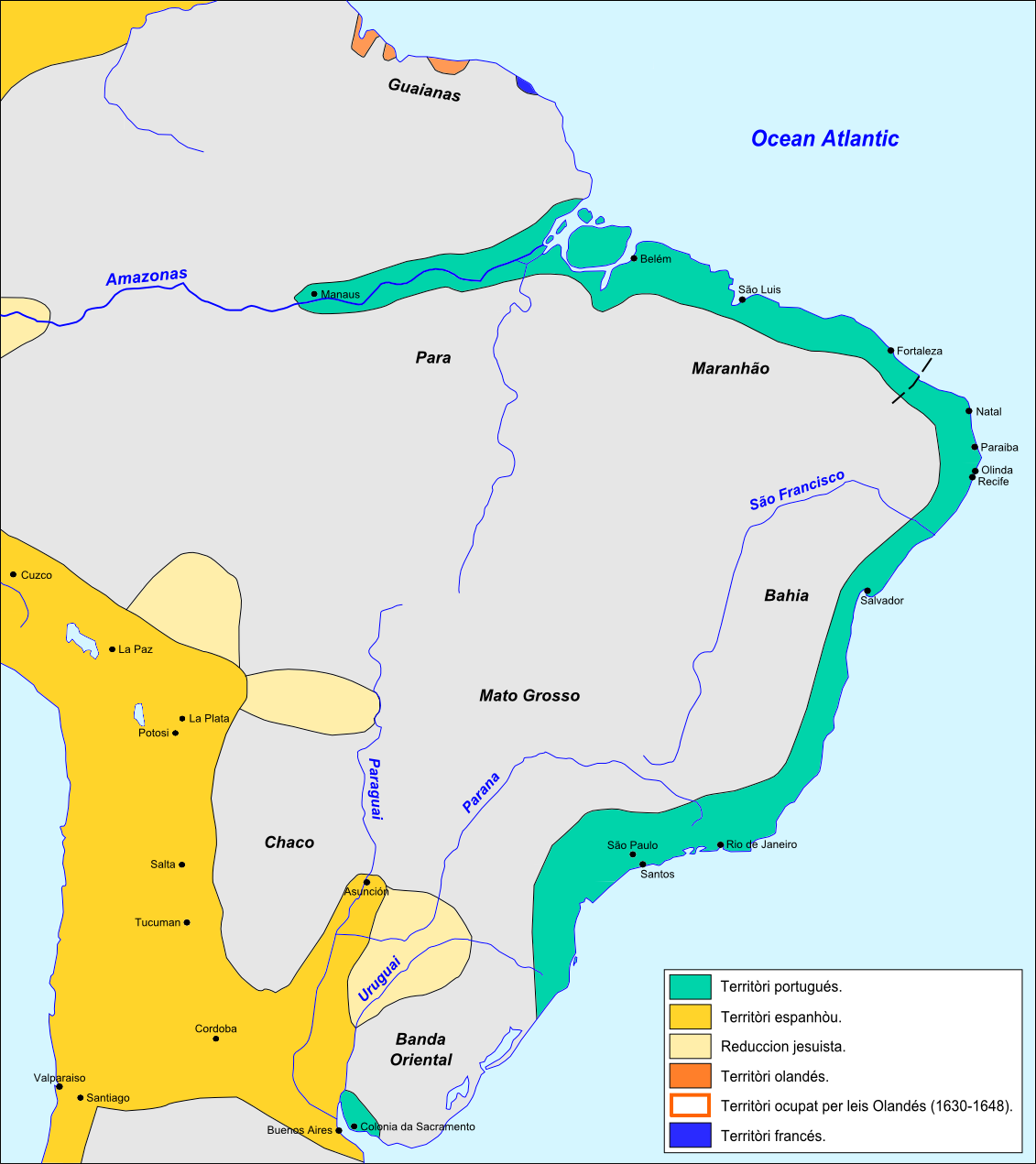
1690
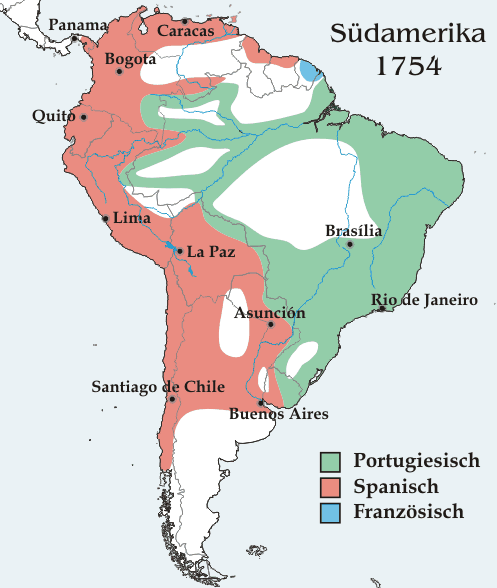
1754
1777
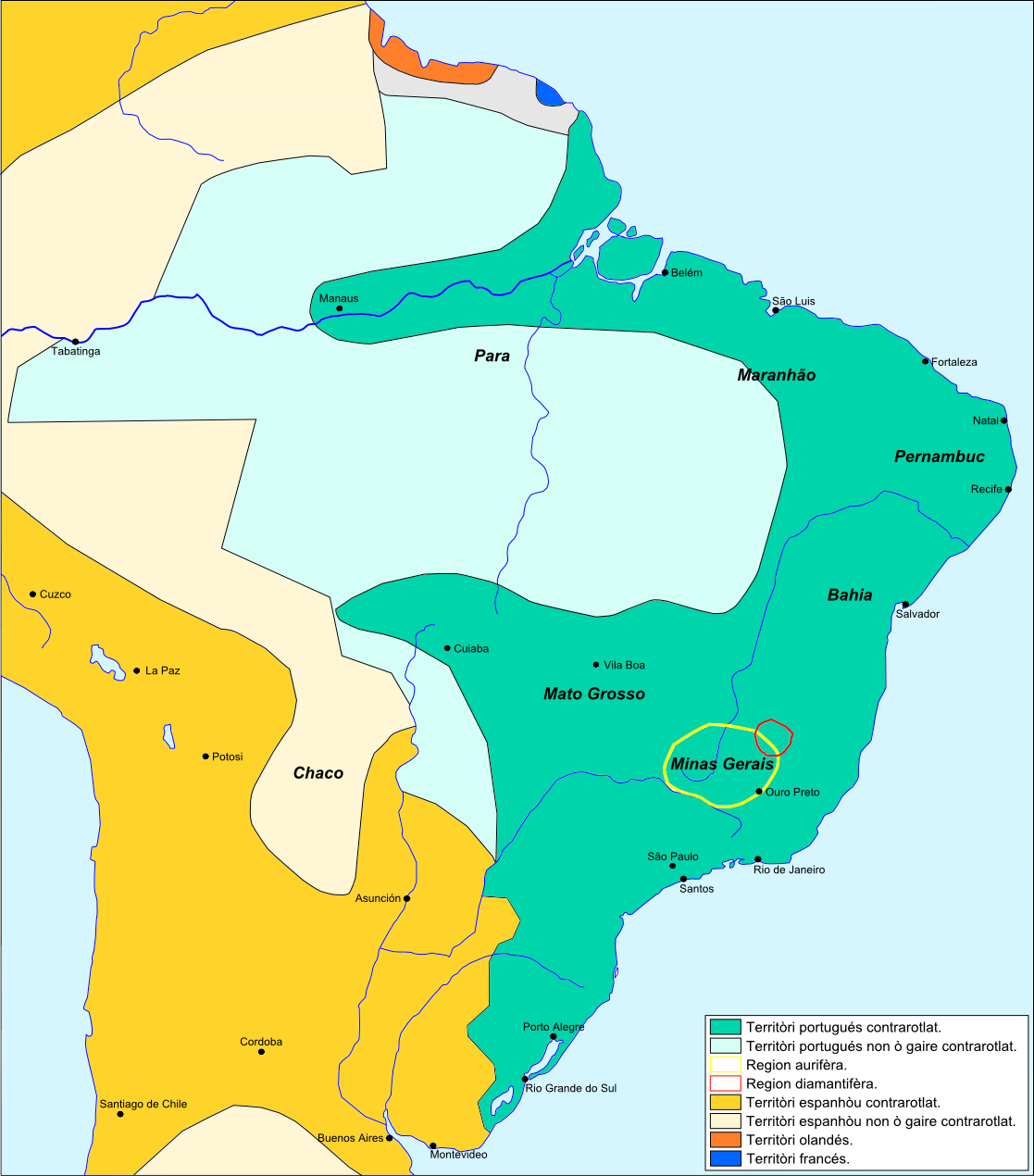
1790
Missions, vers 1800
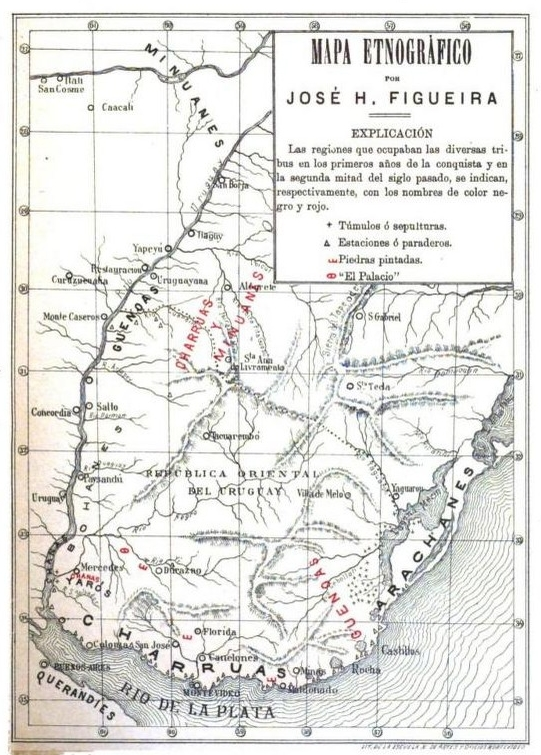
Carte ethnographique, Figueira, 1892

## XIXème siècle  (1810c-1900c)

### Lutte pour l'indépendance (1810c-1830c)

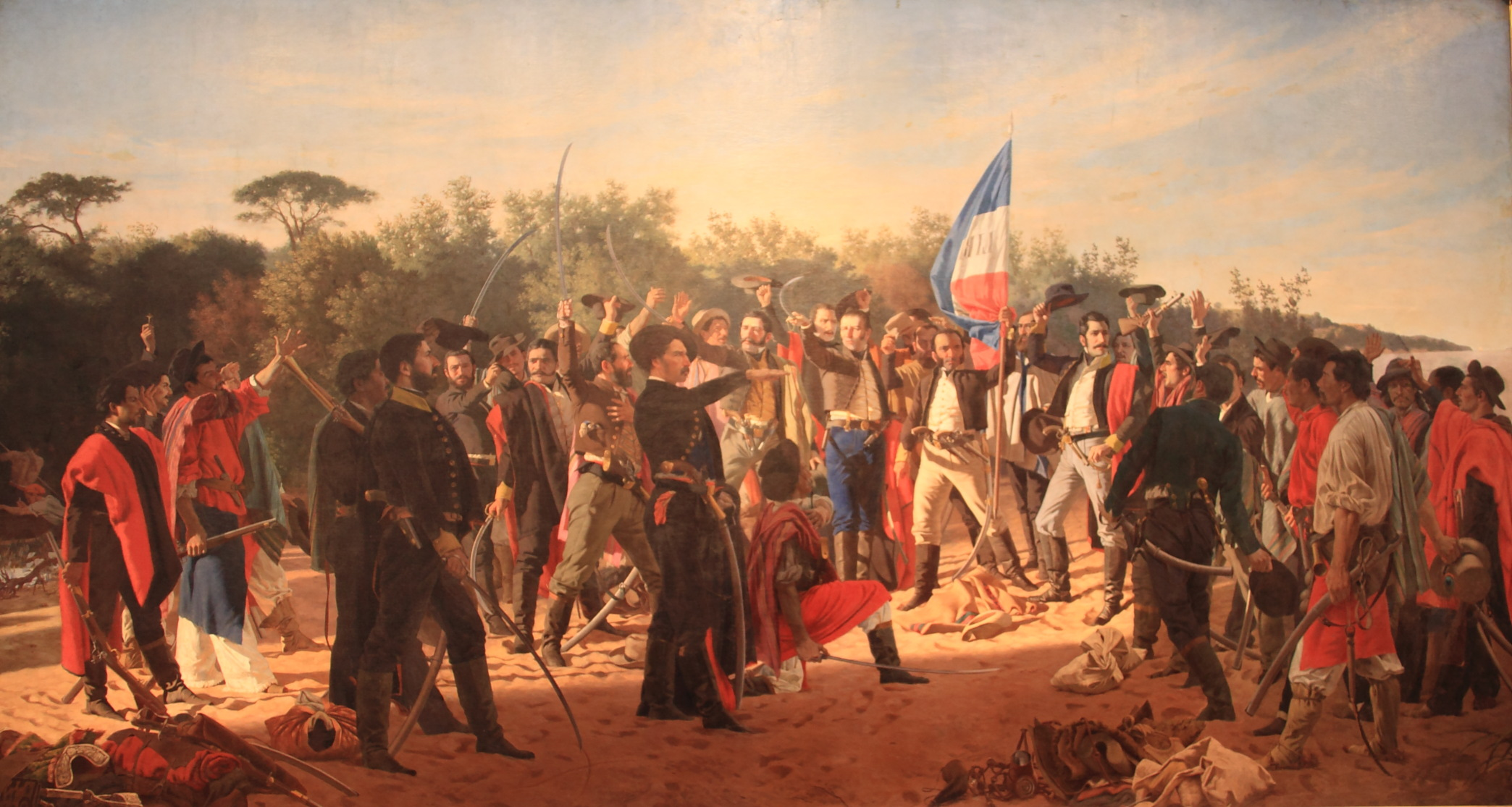
Les Treinta y Tres Orientales prêtant serment.

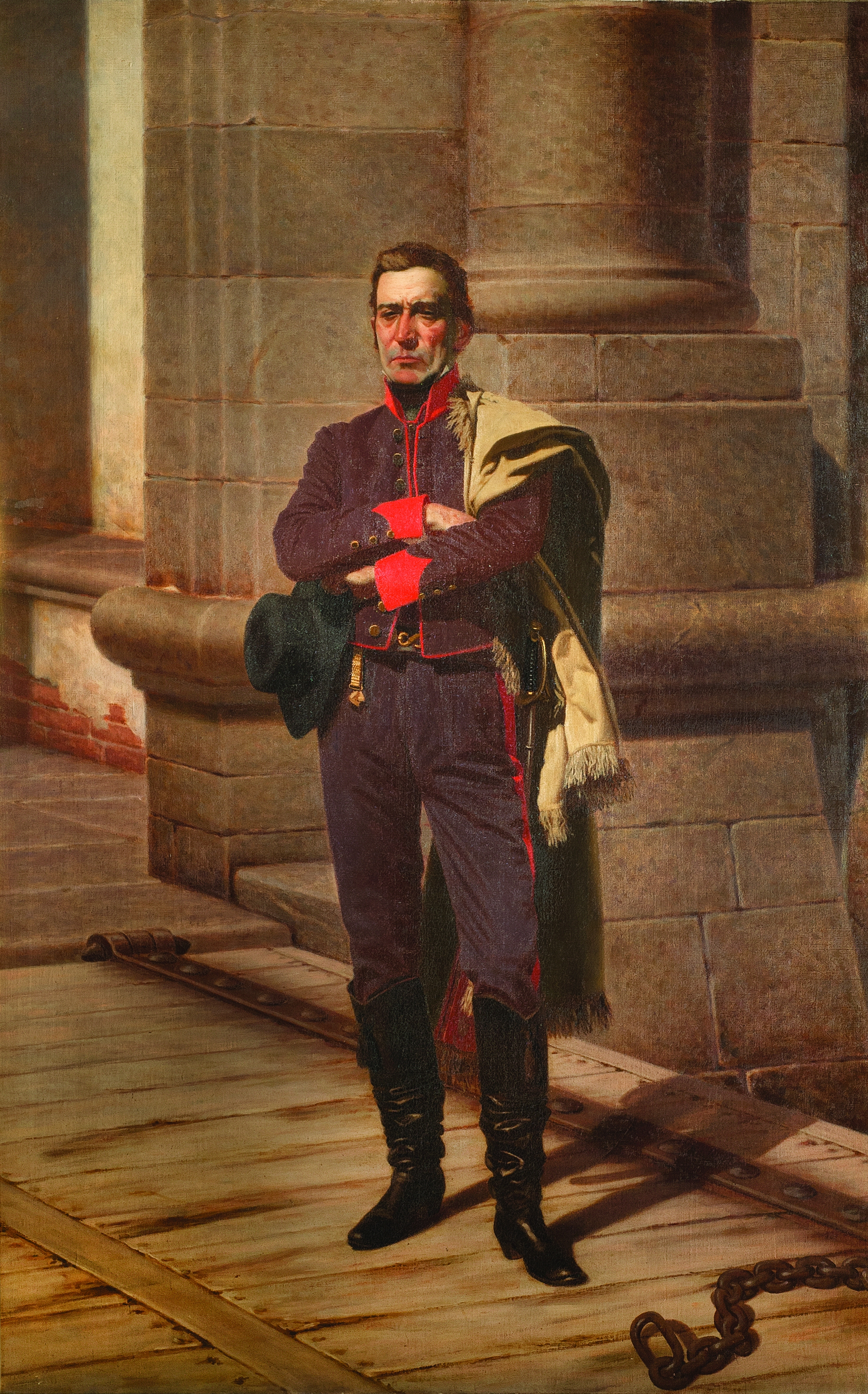
Portrait d'Artigas, héros national de l'indépendance uruguayenne.

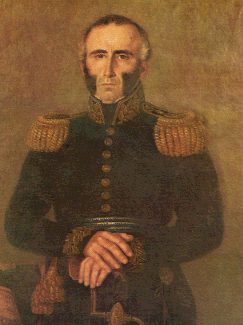
Juan Antonio Lavalleja.

Alors qu'en 1810, la guerre d'indépendance est commencée en Argentine sous le nom de révolution de Mai (Revolución de Mayo), l'Uruguay ne connaît aucune rébellion. C'est le cri de l'Asencio (es) (Grito de Asencio) du 27 février 1811 qui est généralement considéré comme étant le point de départ de la révolution dans le pays. Rapidement, une partie de la population menée par José Gervasio Artigas, héros national de l'Uruguay, participe à ce soulèvement, attaquant directement l'armée espagnole et les royalistes en les battant à la bataille de Las Piedras le 18 mai de la même année et allant jusqu'à encercler la ville de Montevideo où l'armée espagnole s'était retranchée.
Pour anéantir la rébellion, l'Espagne et le Portugal signent un accord qui permet à un contingent de soldats portugais de venir en aide aux Espagnols. Cette alliance ordonne alors aux révolutionnaires de quitter les abords de Montevideo, toute la Banda oriental et la région Mesopotamia (au nord de l'Argentine), ordre qu'Artigas applique puisqu'il part avec toute la population locale jusqu'à la rivière Ayuí dans le nord du territoire, près de Salto, laissant une région quasiment inhabitée derrière lui. Cet exode montre à quel point le peuple veut son indépendance et qu'il est prêt à tout pour cela.
À partir du 26 février 1813, les indépendantistes encerclent de nouveau Montevideo au cours des batailles du Cerrito et du port del Buceo, et prennent la ville le 23 juin 1814.
Pendant cette période, de nombreux affrontements ont lieu entre l'armée d'Artigas le fédéraliste et celle du gouvernement de Buenos Aires.
En 1815 Artigas arrive à réunir dans la ville frontière d'Arroyo de la China (aujourd'hui Concepción del Uruguay) l'ébauche d'un congrès de l'indépendance argentine avec les représentants de la Banda oriental, de la province de Córdoba, de Corrientes, de l'Entre Ríos, de Misiones et de Santa Fe, unis dans la Ligue fédérale (Liga Federal), les autres provinces des territoires de l'ancienne vice-royauté du Río de la Plata sont alors aussi conviées même si elles ne demandent pas le rattachement à cette ligue.
Mais les armées portugaises et espagnoles sont trop expérimentées pour des paysans révolutionnaires et, à la suite des nombreuses défaites que son armée subit, Artigas doit fuir le pays en 1820 et s'exile au Paraguay. Le Portugal annexe en 1821 le territoire de l'actuel Uruguay en l'intégrant dans le Brésil sous le nom de Província Cisplatina.
Des révoltes sont tentées dès 1821 et 1823 mais elles n’ont pas d'effets notables. Les Trente-trois Orientaux (Treinta y Tres Orientales), commandés par Juan Antonio Lavalleja, arrivent sur le territoire uruguayen le 15 avril 1825, rejoints par beaucoup d'hommes, et forcent l'armée brésilienne à se retirer de la province cisplatine. Dès le 25 août 1825, l'Uruguay déclare son indépendance vis-à-vis du Brésil, cet évènement historique est célébré au site de la Piedra Alta, à Florida, où sont alors proclamées les trois Lois de l'Indépendance de l'Uruguay.
Cependant, le tout nouveau pays souhaite rejoindre l'Argentine pour former une fédération régionale, ce que l'Argentine accepte le 24 octobre 1825. Cette décision déclenche une nouvelle guerre entre l'Argentine, alliée à l'Uruguay, contre le Brésil, vaincu au bout de trois ans de guerre.
La Convention préliminaire de paix puis le traité de Montevideo (27 août 1828), approuvé par le Royaume-Uni, officialise la création de la « république orientale de l'Uruguay » en tant que pays indépendant et souverain et trace les frontières du nouvel État. La première constitution du pays est adoptée le 18 juillet 1830.

### Indépendance mouvementée (1830-1870)

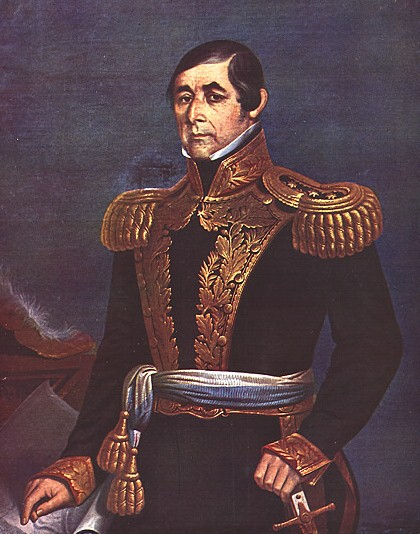
Fructuoso Rivera.

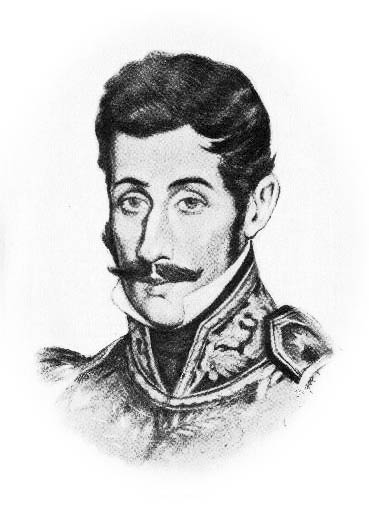
Manuel Oribe.

Le premier président de l'Uruguay doit être approuvé par le Brésil, par conséquent, même si Lavalleja est considéré comme étant le héros national de cette nouvelle rébellion, il n'est pas élu à cause du refus du Brésil.
Fructuoso Rivera forme donc le premier gouvernement du pays.
Puis, le second président, Manuel Oribe, en 1835 crée une commission pour étudier les dépenses faites par le premier gouvernement, ce que Rivera refuse, au fil des différentes tensions comme cette dernière, les partis politiques se créent avec d'un côté, les Colorados du général Rivera et de l'autre les Blancos du Brigadier général Oribe, les deux factions commencent rapidement à se battre et Oribe démissionne et est remplacé par Rivera toujours soutenu par le Brésil.
Lorsque Rivera est élu pour la seconde fois en 1839, la guerre civile éclate entre les conservateurs nommés Blancos (blancs), menés par Manuel Oribe et soutenus par l'Argentine de Juan Manuel de Rosas et les libéraux ou Colorados (rouges), menés dans un premier temps par Fructuoso Rivera et ensuite par Joaquín Suárez.
On les a ainsi nommés en raison de la couleur de leurs drapeaux respectifs (blanc pour les premiers et rouge pour les seconds).
Le conflit armé se prolonge jusqu'en 1851 sous le nom de Grande Guerre (Guerra Grande) durant laquelle la quasi-totalité du pays est sous le contrôle d'Oribe à l'exception de la ville de Montevideo qui reste fidèle au Parti Colorado.
Oribe construit alors une nouvelle capitale collée à Montevideo qu'il nomme Villa Restauración (actuellement le quartier de Villa Unión).
Les puissances européennes, principalement la France et le royaume de Sardaigne, mais aussi l'Angleterre, défendent Montevideo pour protéger leurs ressortissants et pour sauvegarder leurs intérêts économiques.
Giuseppe Garibaldi (1807-1882), alors exilé en Amérique du Sud, participe à la défense de Montevideo.
Par la suite, les grandes puissances partent, les Colorados demandent le soutien armé du Brésil et des fédéralistes de la province argentine d'Entre Ríos qui est contre le régime de Rosas.
En 1851, la guerre se termine par la défaite de l'union Rosas-Oribe, et ces deux hommes doivent quitter la région.
À la suite de l'intervention des Européens, beaucoup d'immigrants s'installent en Uruguay, mais le pays est alors ruiné par cette guerre et sa population décimée.
De 1865 à 1870, maintenant alliée à ses deux grands voisins que sont le Brésil et l'Argentine, la nation est partie prenante de la guerre de la Triple-Alliance contre le Paraguay.

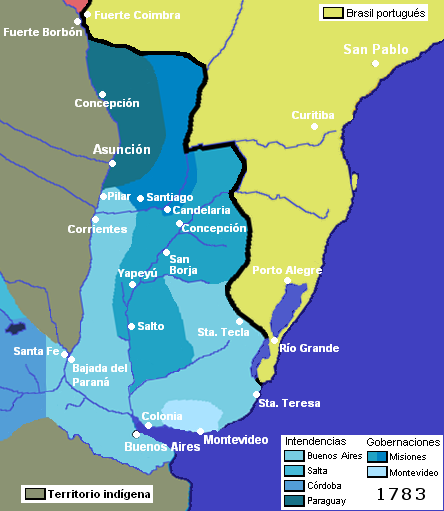
1783
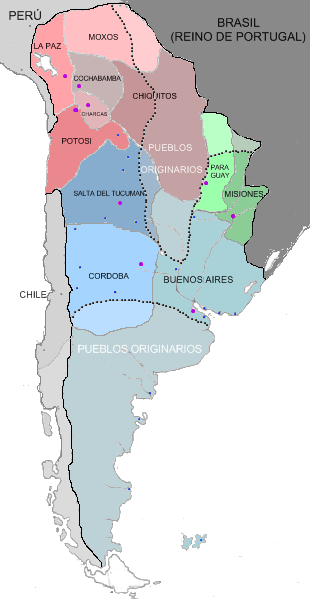
Vice-royauté, 1800
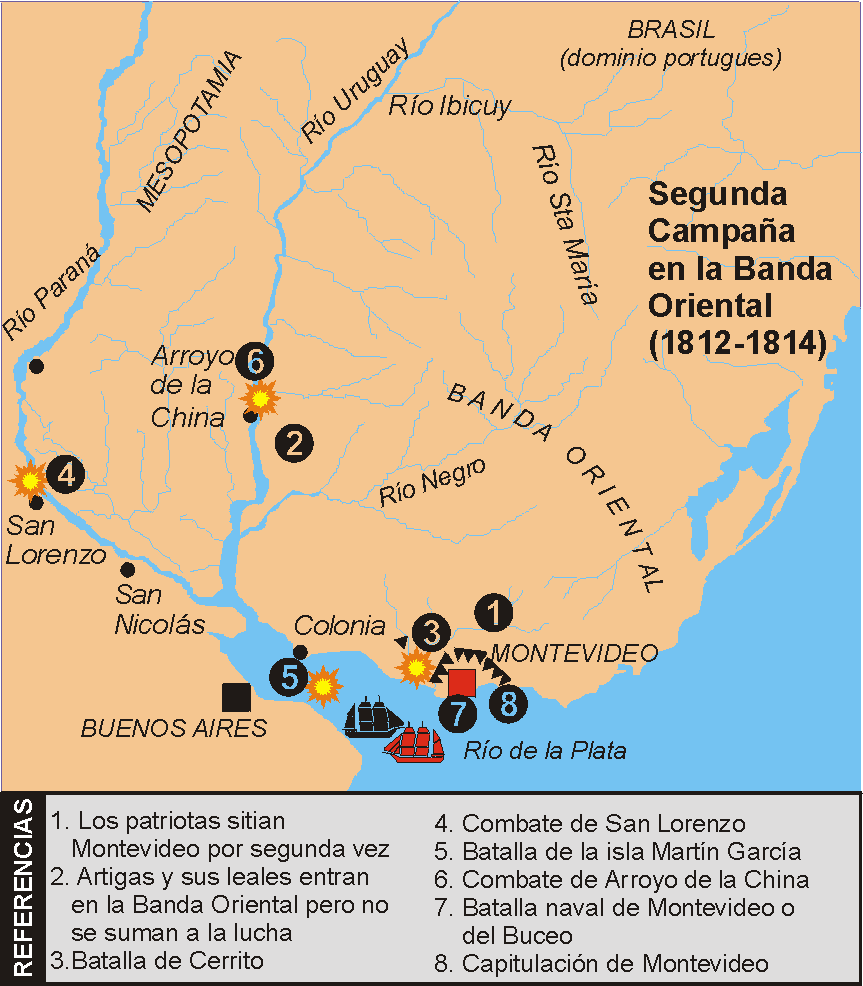
1812-1814
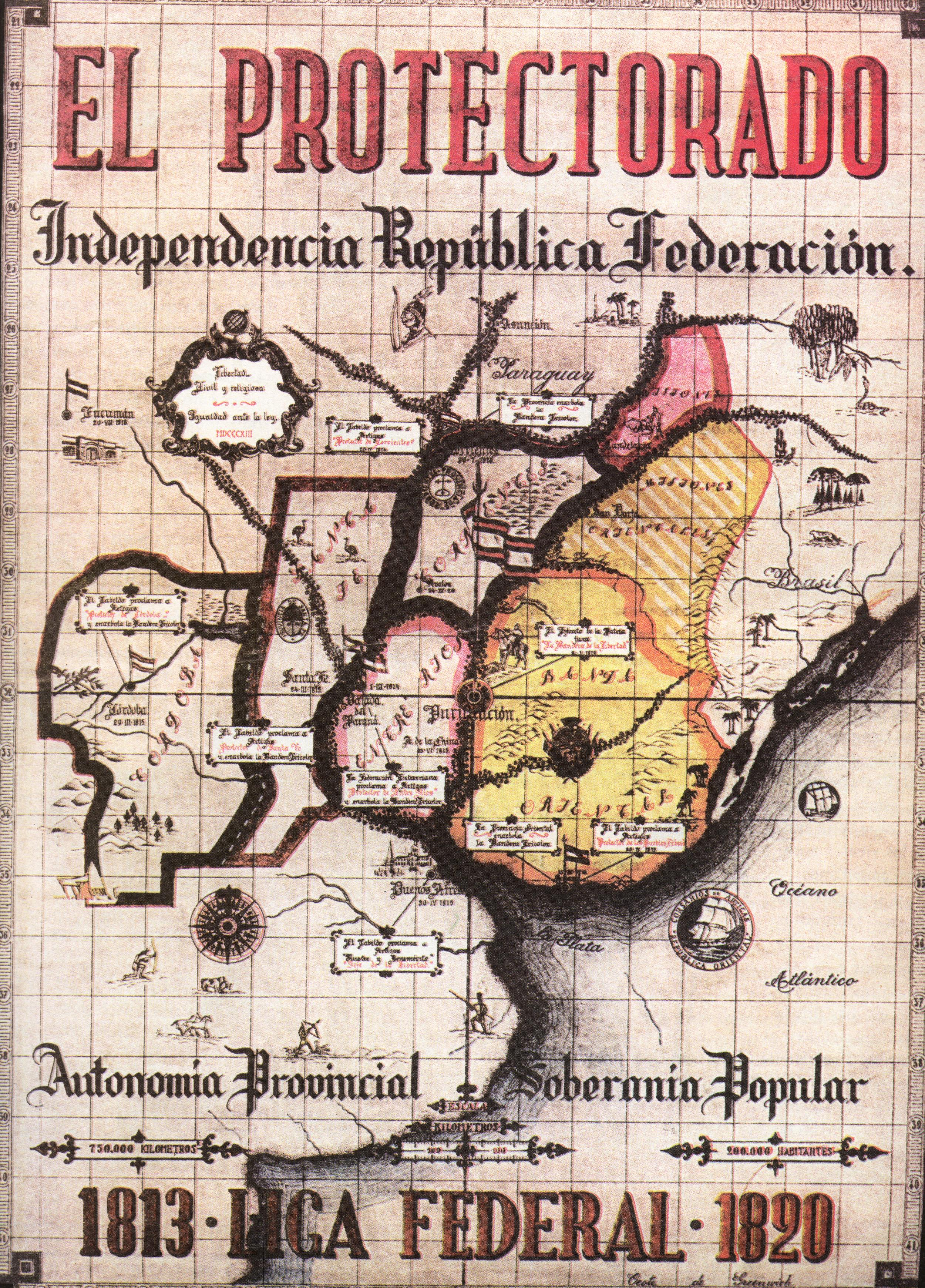
1813-1820
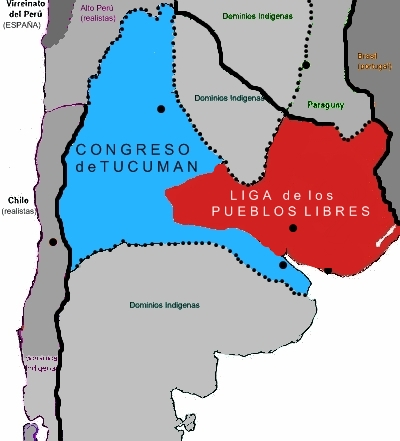
1816
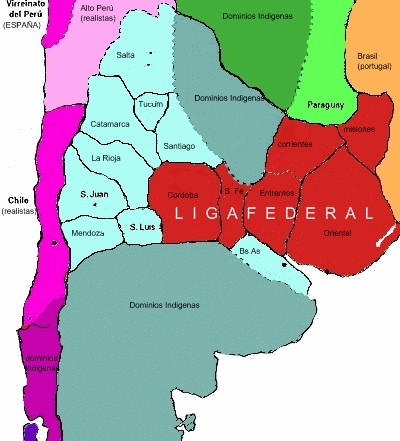
1823
1840
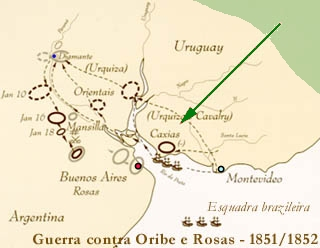
1851-1852
1864-1873
1884

### Modernisation et militarisme (1870c-1900c)
La modernisation du pays commence en 1876, après le chaos politique gouverné par les révolutionnaires et se termine au XXe siècle avec les réformes sociales et économiques de José Batlle y Ordóñez (1856-1929).

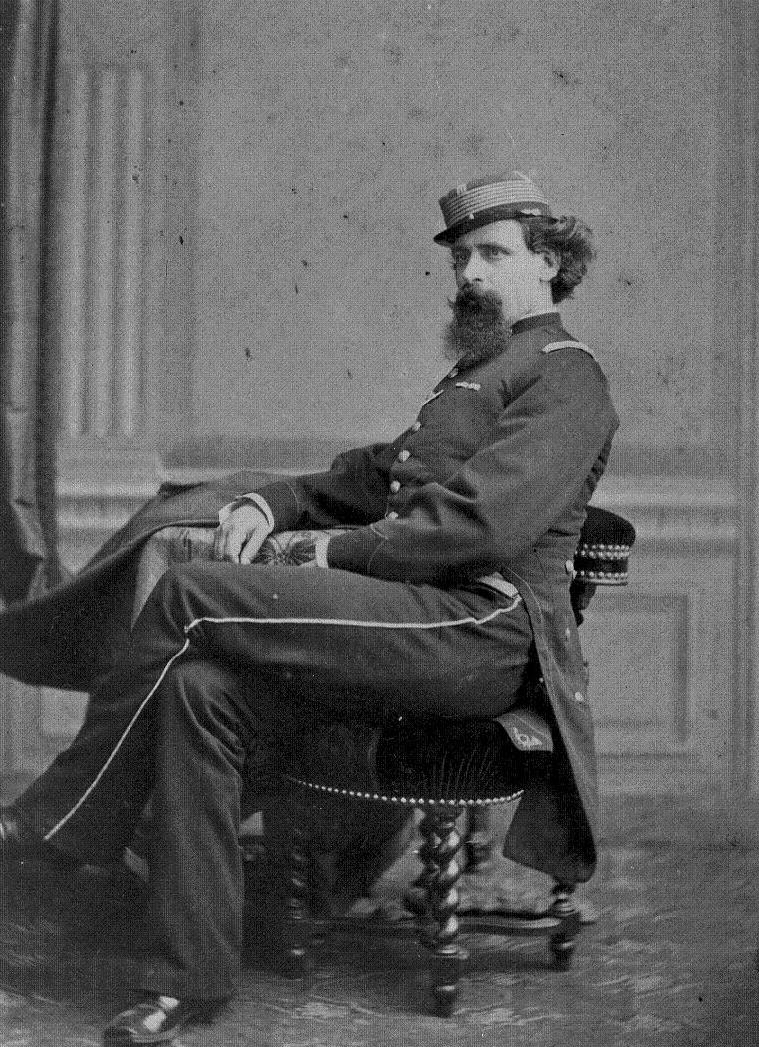
Lorenzo Latorre

Cette modernisation débute tout d'abord par une période pendant laquelle le pays est sous contrôle militaire puisque le 10 mars 1876, les commerçants, les classes aisées et les étrangers résidant dans le pays se réunissent pour parler des importants problèmes de sécurité intérieure du pays dus aux multiples révolutions (on décompte 19 tentatives d'ampleur départementale ou nationale en 45 ans) qui empêchent les stabilités politique et économique de s'installer dans le pays.
Ces instabilités sont aussi dues à l'incompétence des gouvernements démocratiques et enfin au déclin de la popularité de ces mêmes partis.
À la fin de la réunion, les personnes présentes décident de donner le pouvoir au colonel Lorenzo Latorre (1844-1916) qui est alors ministre de la Guerre.
Ce dernier accepte et prend le pouvoir comme gouverneur provisoire (gobernador provisorio).
Les objectifs principaux du gouvernement sont de mettre en place une paix interne durable (surtout dans la campagne) et d'imposer le droit à la propriété privée, comme les personnes qui l'ont nommé le souhaitent.
Ce pouvoir militaire définit la voie politique prise, le changement (temporaire) des groupes politiques traditionnels (blancos et colorados) par un gouvernement plus fort, protégé par l'armée et par les compagnies économiques.
Pour établir la stabilité économique du pays, Latorre se base sur les progrès technologiques de l'époque.
Les fusils Mauser et Remington utilisés par l'armée donnent un pouvoir irréfutable et incontestable à celle-ci puisque les révolutionnaires ne peuvent pas les acquérir pour une question de coût.
Le télégraphe permet d'améliorer grandement la rapidité de transmission des ordres même aux endroits les plus reculés du territoire.
Enfin le chemin de fer permet les transferts rapides de troupes pour étouffer les tentatives de révolution, la longueur totale de ce dernier est alors multipliée par dix.
Dans le même temps, Latorre modernise l'appareil juridique en remplaçant les maires (qui résolvent alors les conflits) par des juges et des avocats départementaux.
Simultanément, en 1878, il approuve les Codes de Procédure Civile et d'Instruction Criminelle (Códigos de Procedimiento Civil e Instrucción Criminal), ainsi que le Code rural (Código Rural) et crée le Registre des Saisies et des Interdictions (Registro de Embargos e Interdicciones).
En 1879, pour augmenter le pouvoir de l'État vis-à-vis de l'Église, il approuve la loi créant le registre d'état civil (Registro de Estado Civil) qui fait passer cette fonction des mains de l'Église à celles de l'État.
Les juges de Paix (juzgados de Paz) commencent donc à établir et à tenir à jour quatre registres : naissances, décès, mariages et légitimations des biens.
Le Code rural a des conséquences jusque dans l'économie puisque avec le droit à la propriété privée, celui-ci établit de manière obligatoire la pose de clôtures tout autour des domaines ainsi que le marquage du bétail pour éviter les fraudes.
De même, les grands propriétaires ont l'autorisation de faire la police sous les ordres du commissaire de la région en cas de vol.
Avec ces mesures, les petits propriétaires doivent quitter leurs campagnes, ce qui provoque un exode rural important et les villes de l'intérieur ainsi que Montevideo se peuplent très rapidement.
Le gouvernement réprime très durement le chômage puisque les chômeurs sont alors considérés comme étant des « vagabonds pouvant potentiellement attaquer les ranchs des riches propriétaires ».
De même que pour aider les personnes qui l'avaient nommé, Latorre exempt le fil de fer barbelé de droit de douane en 1875 et à l'inverse, il établit un protectionnisme important (renforcé en 1886 et 1888) sur les produits pouvant être fabriqués en Uruguay.
Enfin, il privatise un grand nombre d'entreprises, les investisseurs britanniques acquièrent les compagnies uruguayennes des chemins de fer, commençant pour le Ferrocarril Central del Uruguay (es) en 1878, la compagnie de gaz le devient en 1872 et celle de l'eau potable en 1879.
L'Uruguay adopte aussi l'or comme étalon pour faciliter les échanges commerciaux entre les deux pays (plus pour l'exportation que pour l'importation).
L'Uruguay bénéficie à partir des années 1870 d'une importante croissance économique due aux exportations de viande et de laine. Les plaines y sont très favorables à l’élevage, et la demande européenne ne cesse de croître. Entre 1875 et 1913, le PIB a été multiplié par cinq. Mais cette richesse reste très largement captée par les oligarques ruraux, laissant les paysans et la naissante classe ouvrière dans la pauvreté

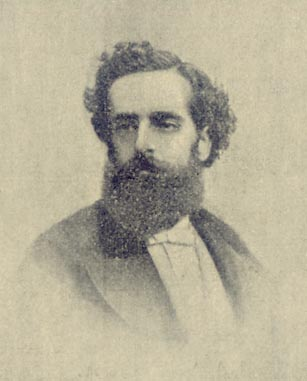
José Pedro Varela.

L'une des réformes les plus importantes du gouvernement de Latorre est d'ordre éducatif.
José Pedro Varela (1845-1879) a des idées paradoxales, comme l'indique l'historien Enrique Méndez Vives dans son livre El Uruguay de la Modernización, puisque ce ministre veut mener à bien ses réformes éducatives pour éviter que des gouvernements autoritaires semblables puissent se reproduire dans le futur.
« L'école est la base de la République ; l'éducation, la condition indispensable de la citoyenneté. Toutes les grandes nécessités de la démocratie, toutes les exigences de la République, ont seulement un moyen possible de réalisation : instruire ; instruire ; instruire toujours… » (« La escuela es la base de la República; la educación, la condición indispensable de la ciudadanía. Todas las grandes necesidades de la democracia, todas las exigencias de la República, sólo tienen un medio posible de realización: educar; educar; siempre educar… »).
Le décret de loi sur l'Enseignement commun est approuvé le 24 août 1877 : il établit trois principes de bases qui sont toujours ceux utilisés actuellement. L'éducation doit être : gratuite, obligatoire et laïque. Les deux premiers principes sont menés à bien sans grandes difficultés, mais la population étant réticente pour ce qui concerne la laïcité, Varela permet l'enseignement du catholicisme aux enfants dont les parents en font la demande.
Varela crée donc un système éducatif où les programmes insistent sur les notions scientifiques, où la parité homme/femme est respectée et où la décentralisation administrative est importante pour permettre la participation du peuple à l'amélioration de l'école publique.
Latorre n'a donc pas particulièrement privilégié la classe militaire durant son mandat mais plutôt la classe économique aisée qui l'a nommé. Il a principalement utilisé l'autoritarisme de son gouvernement pour forger un pouvoir central capable de diriger le pays. Néanmoins, cette période est autoritaire, ce qui implique une diminution importante des libertés.

## XXesiècle(1900c-1973)

### Batllisme et l'Uruguay comme «Suisse de l'Amérique» (1905c-1915c)

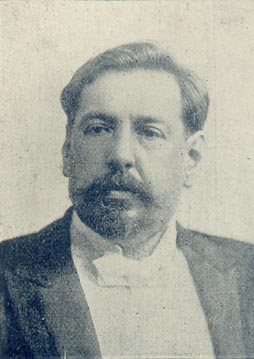
José Batlle y Ordóñez.

À la fin du XIXe siècle le pays termine la mise en place de son organisation administrative et pendant l'ère Batlle (du nom du président) il consolide sa démocratie et atteint de hauts niveaux de bien-être, comparables aux pays européens. De ce fait, l'Uruguay est alors appelé « la Suisse de l'Amérique » ; sa politique bancaire n'est pas étrangère non plus à ce surnom.
La plus grande partie du travail fait lors du premier mandat de José Batlle y Ordóñez est d'ordre purement politique puisque Aparicio Saravia (es) et le Parti national tentent des soulèvements populaires dans le nord du pays en 1903 et 1904. Ces soulèvements permettent juste de consolider définitivement l'autorité du pouvoir central dans toute la République. La paix d'Aceguá, signée en 1904 met en place trois éléments :
- la consolidation de l'unité de l'État, ce qui implique la fin de la politique de coparticipation dans les gouvernements départementaux ;
- le gouvernement constitué d'un parti exclusif ;
- la réforme électorale.

Sur le plan économique, il faut souligner le budget de 3 millions de pesos destiné à la construction et à l'amélioration des routes de campagne. Il faut aussi noter la loi favorisant l'essor et la préférence de l'industrie nationale au sujet de la dépendance vis-à-vis de l'extérieur par rapport à l'importation de sucre en accordant plusieurs primes annuelles et en choisissant les semences. Il y a enfin le développement de l'entreprise génératrice d'électricité (Usina de Luz Eléctrica) dans tout le pays.
Sur le plan financier, le désir du pouvoir exécutif est d'obtenir une indépendance progressive du financement anglais.
Sur le plan éducatif, la faculté de commerce (Facultad de Comercio) est créée en 1903 et en mars 1907, c'est la faculté vétérinaire et d'Agronomie (Facultad de Veterinaria y Agronomía) qui ouvre ses portes. Il s'agit alors de techniciser le commerce et les terres cultivables en déviant les fils d'agriculteurs des traditionnelles carrières d'avocats et de médecins, avec la création de dix lycées départementaux, pour former la future élite de la République.
Ce mandat élabore aussi une loi (votée en 1908 sous la présidence de Claudio Williman) portant sur le divorce, où la justice peut prendre en compte uniquement la volonté de la femme.
L'arrivée au pouvoir de Claudio Williman (1861-1934) maintient une certaine continuité (tout en étant plus conservateur) avec le gouvernement Batlle.
En effet, le 25 août 1909 le port de Montevideo est inauguré : il appartient au service public de l'État et l'administration portuaire se réserve des autorisations d'amarrage.
Le pays dispose depuis ce jour d'une infrastructure lui permettant de concurrencer Buenos Aires pour le trafic maritime.
De 1911 à 1915, pour son second mandat, Batlle profite d'une conjoncture économique favorable et parvient à augmenter le niveau de vie général de la population uruguayenne.
D'importants apports au code du travail des travailleurs sont donc effectués : le travail de mineurs de moins de 13 ans est interdit ; les journées de travail pour ceux de moins de 19 ans sont plus courtes ; la femme dispose de 40 jours de repos pour la période de grossesse, le repos obligatoire est d'un jour par semaine, le temps de travail est au maximum de 48 heures hebdomadaires et la journée de travail ne doit pas excéder 8 heures.
Une loi de paiement d'indemnités pour les accidentés du travail est créée, tout comme la pension de vieillesse (retraite), que peuvent demander toute personne âgée d'au moins 65 ans et de tout âge en cas d'invalidité absolue, se trouvant dans l'indigence, cette pension dépendant du nombre d'années travaillées.
Pour l'activité économique de l'État (étatisation, et nationalisation du marché (estatización y nacionalización)), le principe idéologique est que les services publics essentiels doivent être entre les mains de l'État, puisque celui-ci est l'organisme représentatif de la société, donc de toutes les classes sociales, et est au-dessus de ses conflits : l'État doit intervenir là où le capital privé est indécis ou craint de perdre de l'argent, parce qu'il n'est pas guidé par le souci de profit mais de service public. L'État doit remplacer les entreprises étrangères qui emmènent les profits hors de frontières, affaiblissant ainsi le pays.
L'étatisation la plus importante est celle du secteur bancaire : la banque de la république orientale d'Uruguay (Banco República Oriental del Uruguay) est réalisée de 1911 à 1913, celle de la Banque hypothécaire de l'Uruguay (Banco Hipotecario del Uruguay) le devient en 1912, et les assurances passent des mains privées aux mains étatiques avec la création en 1911 de la Banque d'assurance de l'État (Banco del Seguros del Estado).
L'étatisation touche aussi les entreprises d'électricité (Ose), de chimie, de géologie, etc, de même qu'est créée en 1920 l'Administration des Chemins de fer et Tramways de l'État (Ferrocarriles y Tranvías del Estado – FTE).
Batlle continue le travail initié par José Pedro Varela en luttant contre l'analphabétisme et en consolidant et développant l'enseignement public au détriment de l'enseignement religieux.
Il combat ainsi en permanence l'Église catholique de front, cherchant à minimiser son emprise sur le peuple.
Pour toutes ces réformes, d'ordre politique avec l'unité nationale, économique avec la création d'un service public, ou social avec les réformes du code du travail, José Batlle y Ordóñez (1856-1929) est considéré (alors et encore aujourd'hui) comme le modèle à suivre.
Sa philosophie politique et sociale est encore présente dans la mentalité de tous les Uruguayens, indépendamment de leurs idées politiques.
En 1917, une nouvelle constitution est adoptée.
Elle répartit le pouvoir exécutif entre le président de la République et un Conseil national d'administration.
Et l'Uruguay adhère à la Société des Nations en 1920.

### De la dictature de Terra (1933-38) au retour du batllisme (1930c-1955c)
Après la mort de Batlle et la crise économique de 1929, le colorado Gabriel Terra devient président puis se proclame le 31 mars 1933 dictateur à la suite d'un coup d'État.
Il dissout alors le pouvoir législatif et le Conseil national d'administration pouvant le gêner.
La dictature fascisante de Terra s'achève en 1938, le colorado Alfredo Baldomir étant élu et rétablissant progressivement la démocratie, au prix d'un nouveau coup d'État, en 1942, le golpe bueno, destiné à briser la crise politique et à rétablir l'ensemble des droits et libertés supprimés par Terra.
Baldomir est soutenu dans ses initiatives par le batllisme (es) colorado ainsi que par le Parti communiste et le Parti radical indépendant, tandis que l'herrerisme blanco, soutien de Terra, s'oppose à lui, ainsi que le Parti socialiste.
Les élections de 1942 voient la victoire du colorado Juan José de Amézaga, qui inclut dans son gouvernement le nationaliste indépendant Eduardo Rodríguez Larreta aux Affaires étrangères.
Ce dernier, ainsi que le vice-président colorado, Alberto Guani, ministre des Affaires étrangères de Baldomir, soutient énergiquement l'alignement de Montevideo sur Washington contre l'axe Rome-Berlin-Tokyo, et l'Uruguay finit par déclarer la guerre en février 1945 aux puissances de l'Axe.
Par ailleurs, le gouvernement d'Amézaga rétablit l'ensemble des droits supprimés par Terra, et institue les congés payés.
À la fin de la guerre, l'Uruguay adhère à l'Organisation des Nations unies.
Sous le gouvernement colorado de Luis Batlle Berres (de 1947 à 1951), qui marque le retour du batllisme (es) au sein du Parti Colorado, la prospérité économique est consolidée par les bénéfices croissants que procurent les exportations uruguayennes dans la guerre de Corée (1950-1953), et en 1952, à la suite d'une idée initiée par Batlle, le pays adopte une nouvelle Constitution pour que le pouvoir exécutif soit détenu par un collège de neuf (9) personnes se nommant Conseil national du gouvernement (Consejo Nacional de Gobierno), un tel pouvoir devant empêcher l'établissement de dictatures encore possible.
La réforme vise aussi à obtenir le soutien de l'herrerisme blanco, qui s'assure ainsi un tiers des sièges ministériels en tant que parti minoritaire.
L'État termine aussi de nationaliser les entreprises britanniques comme les compagnies des chemins de fer et des tramways électriques de Montevideo (ce qui est en réalité le remboursement de la dette prise par les Britanniques lors de la Seconde Guerre mondiale).
Ces années 1950 ressemblent beaucoup aux années du président José Batlle y Ordóñez pendant lesquelles la prospérité est importante et le taux d'analphabétisme quasiment nul.
Le batlliste Andrés Martínez Trueba (1884-1959) préside de 1952 à 1955 le Conseil national du gouvernement, et fait usage, en 1952, des medidas prontas de seguridad (es) (mesures d'exception) pour faire face à une grève dans la fonction publique hospitalière.
Le batllisme, l'herrerisme ainsi que, dans une moindre mesure, l'Union civique, soutiennent ces mesures, qui permettent l'intervention militaire pour contraindre les fonctionnaires à reprendre le travail, établissent la censure et prévoient le licenciement immédiat de tout gréviste.
Seuls les Partis socialiste et communiste, ainsi que le secteur colorado riverista (es) s'opposent à cet état d'urgence.

### Détérioration économique, coup d'État (1955c-1965c)
Après la guerre de Corée, le pays traverse de graves problèmes économiques puisque ses productions entrent en concurrence avec celle des États-Unis.
En 1958, le Parti national remporte les élections et soumet l’économie du pays aux requêtes des États-Unis et du Fonds monétaire international.
La fin de la politique protectionniste est suivie d'une sévère crise économique qui ruine une grande partie des classes moyennes et réduit drastiquement le salaire réel des travailleurs. Le commerce extérieur chute fortement et a entraîné une baisse de 12 % du PNB entre 1956 et 1972.
En découlent des instabilités sociales et politiques puisque entre mars 1959 et février 1967, pas moins de huit gouvernements se succèdent.
Cette instabilité politique renforce encore l'instabilité économique.
Les gouvernements tentent de bénéficier des fonds promis par l'Alliance pour le progrès de John Fitzgerald Kennedy à l'Amérique latine afin d'éviter de nouveaux Cubas.
Toutefois, les fonds ne viennent guère, le programme étant mis en sommeil.
Entre 1963 et 1967 l'inflation atteint des augmentations records de 50 % par an, et en 1965 la spéculation massive produit une crise bancaire sans précédent. En 1973, le PIB par habitant de l'Uruguay est encore inférieur à son niveau de 1955, alors qu'il a sensiblement augmenté dans les autres pays de la régions.
Les États-Unis mettent sur pied l'Office of Public Safety (en), un bureau de coopération policière internationale dépendant de l'USAID, qui commence à opérer en 1965.
Son agent le plus célèbre, Dan Mitrione, enseigne l'usage de la torture dans le cadre des techniques d'interrogatoire aux forces de police locales.
Plusieurs opérations de la CIA en Uruguay sont dévoilées par la suite, en 1975, par Philip Agee, ex-agent de la CIA ayant travaillé dans le pays de 1964 à 1966, révélant notamment l'usage de la torture.
L'agence de Langley maintient en 1964 d'excellents liens avec la police et le SID, le service d'intelligence militaire, et entre autres avec le colonel Mario Aguerrondo.
Jusqu'à 1963, l'agent le plus important de la CIA est Benito Nardone, fondateur en 1951 de la Ligue fédérale d'action ruraliste (es) et président du Conseil national du gouvernement entre 1960 et 1961,.
La CIA, qui cherche en particulier à obtenir la rupture des relations diplomatiques de l'Uruguay avec Cuba, parvient ainsi à faire expulser, en janvier 1961, l'ambassadeur cubain Mario García Incháustegui et le premier secrétaire soviétique.
D'autres agents de la CIA incluent les ministres de l'Intérieur Nicolás Storace Arrosa (1961-63 et 1965-67), Felipe Gil (1963-65) et Adolfo Tejera (1965-66), le directeur d'Immigration Luis Vargas Garmendia, l'avocat Carlos Alberto Roca et le député Wilson Elso (es).
Dès cette époque, la situation est hautement conflictuelle.
Des groupes antisémites d'extrême-droite attaquaient locaux universitaires et permanences des partis (mort du professeur Arbelio Ramírez le 17 août 1961, victime d'une balle destinée au ministre cubain de l'Industrie, Che Guevara ; enlèvement de la réfugiée paraguayenne Soledad Barret en 1962 — son corps est retrouvé avec des croix gammées gravées dessus, et sa mémoire honorée dans un poème de Mario Benedetti).
Ces groupes étaient en fait étroitement liés à la CIA.
Toutefois, la violence de leur intervention est jugée contreproductive par l'ambassadeur des États-Unis, Wymberley Coerr (en), qui ordonne en 1962 de mettre un terme à la collaboration politique avec Nardone et aux opérations violentes, qui ont aussi causé la mort d'un enfant, Olivio Piriz, et qui suscitent les critiques de la gauche envers le gouvernement.
La gauche essuie un échec cuisant aux élections de 1962 (es), le Front de gauche de libération (FIDEL, alliance entre le Parti communiste, le Mouvement révolutionnaire oriental (MRO) d'Ariel Collazo et des dissidents du Parti Colorado) n'obtenant que 3,49 % des voix, tandis que l'Union populaire du Parti socialiste et du dissident blanco Enrique Erro n'obtient que 2,3 % des suffrages.
D'autre part, des rumeurs de coup d'État se font jour, au centre desquelles se trouvent, en 1964 et 1966, le colonel pro-nazi Mario Aguerrondo, futur général, rumeurs rendues davantage crédibles encore avec le coup d'État de mars 1964 au Brésil et celui du général René Barrientos Ortuño en Bolivie. Dès avril 1964, la junte brésilienne dirigée par Castelo Branco est reconnue par l'Uruguay, tandis que João Goulart, en dépit de sa popularité en Uruguay, n'a droit qu'à l'asile politique, et non au statut de réfugié.
En 1964, le Parti communiste décide ainsi de créer une structure clandestine armée pour se préparer à un éventuel putsch.
L'échec de la gauche en 1962 entraîne des scissions (MUSP), mais surtout pousse certains à décider de créer des mouvements armés, dont le but demeure à l'origine ambigu, oscillant entre la défense contre les groupes d'extrême droite et un éventuel coup d'État, et l'espoir de mettre en œuvre un programme révolutionnaire de réforme agraire, nationalisation des banques, etc.
La lutte armée commence ainsi à être perçue par certains militants, d'origines diverses (blanco, syndicaux d'ouvriers agricoles, socialistes, communistes et anarchistes, etc.), comme le seul moyen de sortir d'une situation politique bloquée par le partage du pouvoir entre les deux partis traditionnels, blanco et colorado.
Ainsi, après la création du Coordinateur, une structure rassemblant plusieurs groupes épars, les Tupamaros sont officiellement créés en mai 1965, bien qu'ils n'entrent véritablement en action que plus tard.
Avec la crise bancaire de 1965, les mouvements sociaux s'intensifient, et le président du Conseil national du gouvernement, Washington Beltrán (1914-2003), fait usage à trois reprises de l'état de siège (medidas prontas de seguridad (es).
La détention de Julio Arizaga, militant du MIR soumis à la torture, conduit le gouvernement à maintenir l'état de siège afin d'éviter que son traitement soit connu de tous, et conduit à d'importantes manifestations contre le gouvernement blanco.

#### Réforme constitutionnelle, mandat de Pacheco Areco (1965-1972)
Pour tenter de résoudre la crise, les députés votent une réforme constitutionnelle abrogeant le Conseil national du gouvernement, afin de revenir à un régime présidentiel fort, le mandat étant fixé à cinq ans.
Cette réforme bénéficie dès 1964 de l'appui de la Ligue d'action ruraliste (es).
Le général Óscar Diego Gestido (1901-1967), candidat colorado, est élu en novembre 1966 et prend ses fonctions en mars 1967.
Mais il meurt en décembre : le vice-président, Jorge Pacheco Areco (1920-1998), assume le rôle de chef de l'État et du gouvernement, alors que le taux d'inflation annuelle est à plus de 160 %.
Pour faire face aux conflits sociaux, le président Jorge Pacheco Areco décrète en juin 1968 des mesures d'exception (les medidas prontas de seguridad (es), qui se transforment en « état d'exception » durable.
Cella permet la censure et la détention sans inculpation, utilisées de 1968 jusqu'à la fin de la dictature en 1985 de façon ininterrompue.
Pacheco réquisitionne de force les ouvriers en grève à l'aide de l'armée, fait interner les syndicalistes dans les casernes, manie la censure et interdit plusieurs partis de gauche, dont le Parti socialiste et la Fédération anarchiste uruguayenne (FAU).
D'autre part, il instaure le contrôle strict des prix et des salaires afin de juguler l'inflation, réussissant à la ramener à 20 % par an.
Dans le même temps, la guérilla urbaine se développe avec des mouvements d'extrême gauche comme les Tupamaros, qui s'illustrent lors de la prise de Pando (8 octobre 1969), tandis que des groupes d'extrême droite pilotés depuis le sommet de l'État (l'Escadron de la mort, et la Jeunesse Uruguayenne debout (Juventud Uruguaya de Pie), effectuent des attentats contre des personnalités du Front large, notamment, le 6 novembre 1971, contre son candidat présidentiel, le général Líber Seregni, et assassinent des étudiants.
À l'arrière-plan, la Loge des lieutenants d'Artigas du général pro-nazi Mario Aguerrondo, cercle militaire secret qui inclut de nombreux futurs généraux de la dictature. La torture commence à se généraliser contre les prisonniers politiques. Deux kidnappings remarquables (organisés par les Tupamaros) sont ceux de Dan Mitrione, assassiné en août 1970 en raison du refus du gouvernement de libérer des prisonniers politiques, et de l'ambassadeur britannique Geoffrey Jackson (en) en janvier 1971 (libéré).
D'autres personnes enlevées sont unilatéralement libérées pour raisons de santé.
Par ailleurs, l'intervention des États-Unis demeure forte.
Ainsi, en 1972, l'ambassade des États-Unis emploie 363 fonctionnaires, conduisant même à des plaintes de l'ambassadeur qui critique en avril 1973 le nombre élevé d'agents de liaison de la CIA.
Les élections de novembre 1971 sont marquées par l'émergence du Frente Amplio, qui rassemble à gauche, du Parti démocrate chrétien au Parti communiste, en passant par le Mouvement du 26 Mars, créé par les Tupamaros.
Malgré sa défaite, et dans un contexte de fraudes électorales nombreuses, le Front large, dirigé par le général Líber Seregni (1916-2004), réussit ainsi à mettre en cause le partage du pouvoir entre les deux partis traditionnels, blanco et colorado.
Les électeurs rejettent un plébiscite visant à permettre à Pacheco Areco de renouveler son mandat cinq ans, mais son dauphin, Juan María Bordaberry, est élu, malgré un nombre de voix inférieur à son rival blanco, Wilson Ferreira Aldunate (es) : en effet, la ley de lemas en vigueur permet aux listes de chaque parti de s'apparenter, le vainqueur étant celui qui récolte le plus de voix à l'intérieur du parti majoritaire.
En mars 1972, Juan María Bordaberry (1928-2011) est nommé président, mais son administration continue les politiques de ses prédécesseurs en accordant une plus grande priorité budgétaire à l'armée qu'à l'éducation ou à d'autres secteurs sociaux.
Il libéralise l'économie, au risque de faire monter l'inflation à nouveau à des taux annuels de 80-100 %.
Ce gouvernement propose également une loi pour éliminer l'autonomie des universités et pour augmenter le pouvoir de l'armée et de la police.
En avril 1972, après l'assassinat par les Tupamaros du sous-secrétaire d'État à l'Intérieur, Armando Costa y Lara, responsable des Escadrons de la mort, le Parlement vote l'« état de guerre interne » : toutes les libertés civiles sont suspendues, dans un premier temps pendant trente jours puis plus tard, les suspensions sont prolongées par l'Assemblée générale jusqu'en 1973.
Vers la fin de l'année, l'armée défait décisivement le groupe Tupamaros, dont les membres survivants sont emprisonnés ou se sauvent hors des frontières du pays.
En février 1973, un conflit interne très important émerge entre le président, l'Assemblée générale, et les forces armées, le premier voulant nommer un civil à la tête du Ministère de la défense nationale.
Bordaberry doit donc trouver un accord (le pacte de Boisso Lanza) avec les militaires qui demandent une participation politique.
Un Conseil de sécurité nationale (Consejo de Seguridad Nacional) est aussi créé avec à sa tête les commandants de l'armée (Terre-Air-Mer), plus un officier supérieur, et les ministres de la Défense nationale, de l'Intérieur, et des Affaires étrangères.

## Coup d'État et dictature (1973-1985)

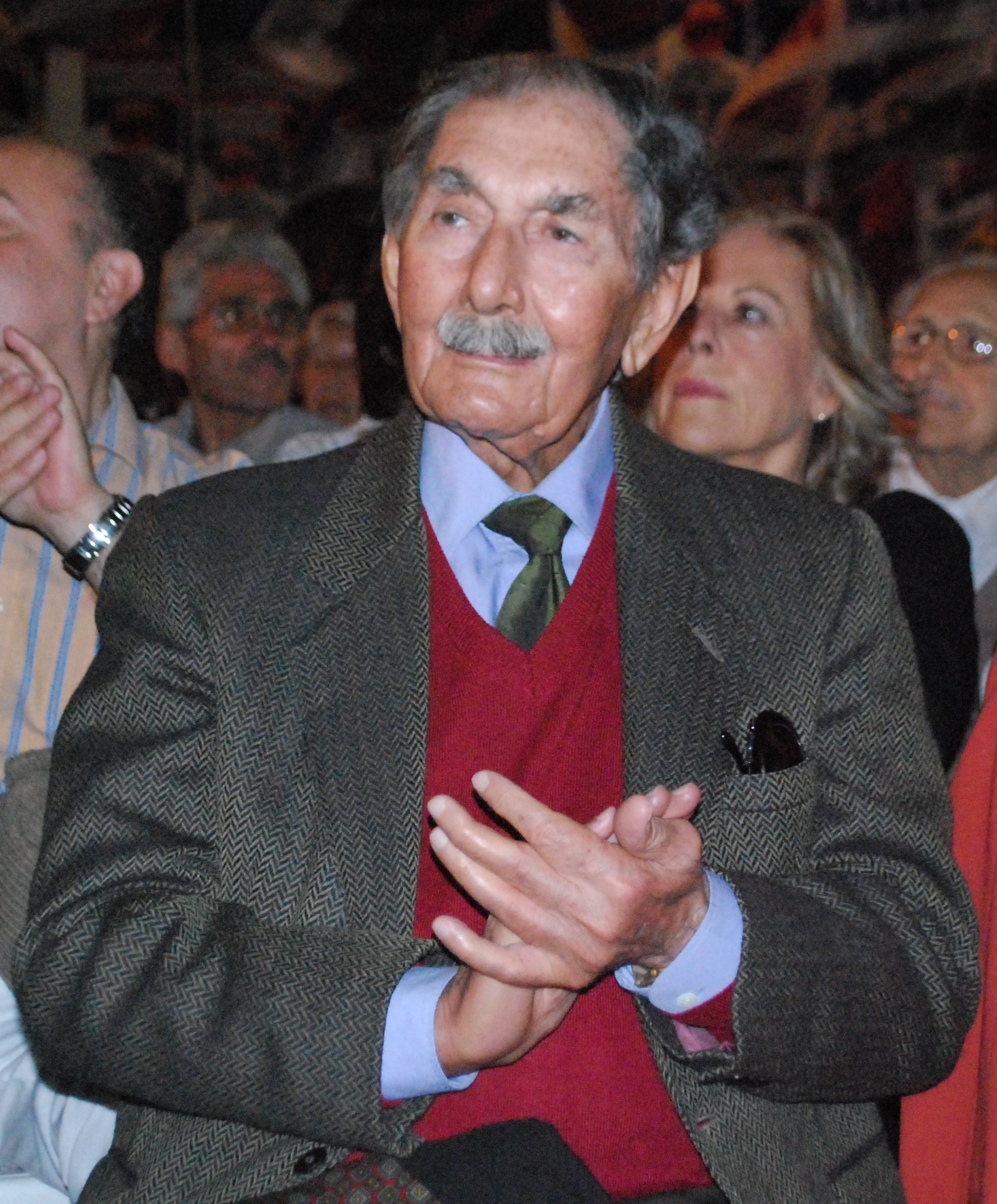
Le général Víctor Licandro (ici en 2009), une des figures du Front large, incarcéré durant toute la dictature avec le général Seregni.

Le 27 juin 1973, l'armée dissout le Congrès et le remplace par un Conseil de l'État, tout en maintenant Bordaberry (1928-2011) dans ses fonctions.
Ce dernier suspend la Constitution et établit un régime dictatorial sous haute surveillance de l'armée.
La torture des prisonniers politiques (1 pour 450 habitants, soit environ « 6 000 détenus », dont au moins 67 enfants, sur un pays de moins de 3 millions d'habitants, record mondial) est massive, tandis que les militaires et les Escadrons de la mort collaborent avec les autres services de sécurité du Cône Sud pour pourchasser les opposants, préfigurant l'officialisation secrète de l'opération Condor en 1975.
La censure est généralisée, les livres de Freud, Brecht, ainsi que les cassettes de Carlos Gardel interdits, provoquant l'exil de nombreux artistes uruguayens et, en général, de milliers d'Uruguayens (d'abord au Chili et en Argentine, puis en Europe) : ils sont au total 500 000 à s'exiler.
Toute forme d'association (de quartier, catholique, artistique, sportive, etc.) est étroitement surveillée par les militaires qui prétendent devoir réprimer la « subversion » du « communisme international » (« opération Morgan »).
Les personnes fichées comme opposées au régime sont exclues de la fonction publique et de l'enseignement.
L'armée uruguayenne participe ainsi activement à la « guerre sale » qui se généralise sur le continent.
Bordaberry, quant à lui, est tenté par l'établissement d'un régime corporatiste, sur le modèle du national-catholicisme franquiste, et des mesures économiques libérales sont adoptées.
Le 12 juin 1976, Bordaberry est renversé par Alberto Demichelli Lizaso (1896-1980), président du Conseil de l'État, qui est lui-même écarté par Aparicio Méndez (1904-1988) le 1er septembre de la même année.
En 1980, l'armée souhaite se légitimer en organisant un plébiscite visant à réformer la Constitution, lequel est rejeté par 57,2 % de la population le 30 novembre 1980, ce qui marque un tournant dans la vie politique du pays et conduit à la libéralisation progressive du régime.
Gregorio Álvarez Armelino (1925-2016) prend le pouvoir le 12 octobre 1981 et reprend lentement le dialogue avec les partis politiques.
Puis les militaires annoncent un programme pour rendre le pouvoir aux autorités civiles.

### Transition démocratique (1984-1985)
Julio María Sanguinetti, chef de file du Parti Colorado, remporte les élections du 25 novembre 1984 avec 41 % des voix devant le candidat du parti Blanco qui obtient 34 % et celui du Frente Amplio (21 %) et devient président entre 1985 et 1990.
Le 12 février 1985, Gregorio Álvarez laisse le pouvoir au président de la Cour suprême de justice en exercice Rafael Addiego Bruno (1923-2014) et le 1er mars 1985 Julio María Sanguinetti (1936-) est investi président.
Le pays est alors dans une crise sans précédent, une dette extérieure de plus de cinq milliards de dollars américains et une inflation de plus de 70 pour cent, pourtant en très peu de temps, l'économie uruguayenne repart grâce à des exportations importantes et des restrictions budgétaires du gouvernement pour stabiliser celle-ci.
Les principales actions de ce chantier réussi sont la diminution du nombre de fonctionnaires, la modernisation importante des entreprises étatisées, la réforme des retraites et la taxe sur l'utilisation du pétrole (pour faire diminuer la facture énergétique du pays).
Pour favoriser le retour vers une paix civile, Sanguinetti principalement entreprend une campagne de réconciliation nationale en faisant voter, en 1986, la loi de « caducité de la prétention punitive d'État » (es) (Caducidad de la Pretensión Punitiva de Estado), qui conduit à l'amnistie des crimes commis par les militaires lors de la dictature, toute poursuite devant être autorisée par l'exécutif, ce qui équivalait, jusqu'à l'arrivée du Front large au pouvoir en 2005, à une impunité de fait.
Quelques mois auparavant, le Conseil de sécurité nationale (es) a été abrogé : bien que l'influence de l'armée demeure importante au cours de la prochaine décennie, la transition démocratique est alors bien amorcée.

## Situation contemporaine (1990-présent)
Puis, entre 1990 et 1995, la candidature de Luis Alberto Lacalle du Parti national (blanco) remporte le plus de suffrages. Sous son mandat, l'Uruguay entre progressivement de 1991 à 1995 dans l'alliance régionale du Marché commun du Sud (Mercosur). Il dévalue le peso uruguayen (1 ancien peso pour 1 000 nouveaux). Cependant, la politique néolibérale qu'il met en œuvre à partir de 1992, dont beaucoup de privatisations (secteurs énergétique, bancaire, transport), sont lourdement contestées. Au cours de son mandat, Lacalle doit notamment faire face à une crise importante relative à l'affaire Eugenio Berrios (en), un biochimiste chilien de la DINA, demandé par la justice chilienne dans le cadre de l'enquête sur l'assassinat d'Orlando Letelier en 1976. L'affaire, au cours de laquelle le public apprend que la coopération entre les services de renseignement uruguayens et chiliens se poursuivait en pleine démocratie, réminiscence de l'opération Condor, conduit à la démission de plusieurs hauts responsables de la police et des militaires.
En 1994, Julio María Sanguinetti (colorado) sort à nouveau en tête des élections présidentielles, le Parti Colorado ne l'ayant emporté toutefois que de 30 000 voix contre le Front large (coalition de gauche), à la tête duquel se trouve Tabaré Vázquez. Les manifestations du 24 août 1994 devant l'hôpital Filtro, en défense du droit d'asile et contre l'extradition de trois Basques accusés d'appartenir à l'ETA, et qui furent brutalement réprimées par la police (tirant à balles réelles, celle-ci tua au moins un manifestant), ont peut-être été une raison de cette courte défaite du Front.
L'affaire Berrios rebondit sous son mandat : celui-ci est en effet retrouvé mort en 1995 en Uruguay, assassiné probablement pour éviter qu'il ne témoigne dans l'affaire Letelier et dans l'affaire Frei Montalva, voire qu'il ne dévoile des opérations de trafic de cocaïne liées à Pinochet, qui se rend en Uruguay en 1993.
Les élections de 1999 sont remportées par Jorge Batlle (colorado), qui poursuit la politique néolibérale de ses prédécesseurs. Par ailleurs, il établit une Commission pour la paix visant à éclaircir les violations des droits de l'homme commises sous la dictature. Batlle effectue aussi plusieurs nominations au sein de l'armée, qui conduisent notamment, pour la première fois, à ce qu'aucun général ne soit membre de la loge d'extrême droite des lieutenants d'Artigas. L'influence de l'armée sur la vie politique décline ainsi fortement sous son mandat, bien qu'elle demeure présente.
En 2002, à la suite de la demande de Jorge Zabalza, ex-Tupamaro qui fut président de l'Assemblée départementale de Montevideo, la dépouille de l'ancien chef Vaimaca Pirúdes, l'un des derniers charrúa, est ramenée depuis la France, avec l'accord du président Chirac, jusqu'au Panthéon National.

### Crise bancaire de l'Uruguay (1999-2002)
La crise de la fièvre aphteuse secoue l'économie de l'élevage sur laquelle l'Uruguay et ses pays limitrophes s'appuient, environ 20 000 animaux sont tués pour endiguer l'épizootie et des campagnes massives de vaccination sont mises en place dans les élevages. Par conséquent les pays de la région sont fortement touchés, dès 2001. Pour contrer cette fièvre aphteuse venant de l'Argentine (pays le plus touché) et sauvegarder le cheptel uruguayen, le gouvernement interdit l'importation depuis ce pays, les exportations vers l'Argentine diminuent très vite pour devenir quasiment nulles. Entre janvier et février 2002, les Argentins retirent leurs devises des banques uruguayennes (le gouvernement argentin s'en excusa publiquement le 4 juin de cette même année). L'économie uruguayenne s'écroule alors et l'impact le plus visible est le taux de change du peso qui s'écroule en moins d'un an.
Sur le plan économique, le gouvernement de Jorge Batlle (2000-2005) engage des négociations avec les États-Unis concernant la création de la « Zone de libre-échange des Amériques » (ZLEA). La période a marqué le point culminant d'un processus qui visait à une réorientation néolibérale de l’économie du pays : désindustrialisation, pression sur les salaires, essor du travail informel, etc. La situation sociale se détériore considérablement sous sa présidence et près du tiers de la population plonge dans la pauvreté entre 1999 et 2005.
Le 30 juillet, un nombre important de banques annoncent leur faillite. Depuis plusieurs mois, les syndicats tentent de soulever l'opinion publique contre le gouvernement accusé d'avoir une politique trop libérale, ce qui fit que le 16 avril les Uruguayens expriment leur colère lors d'une manifestation de grande ampleur d'environ 100 000 personnes. Le 12 juin, les syndicats démarrent une grève générale de 24 heures, paralysant tout le pays. Enfin, le 4 août, les États-Unis conscients de la crise accordent une aide d'urgence d'1,5 milliard de dollars américains (l'équivalent des retraits effectués par les Argentins) en attendant l'aide du FMI. Ce qui permit de désamorcer petit à petit la crise.

### La gauche au pouvoir, gouvernement Tabaré Vázquez (2005-2010)

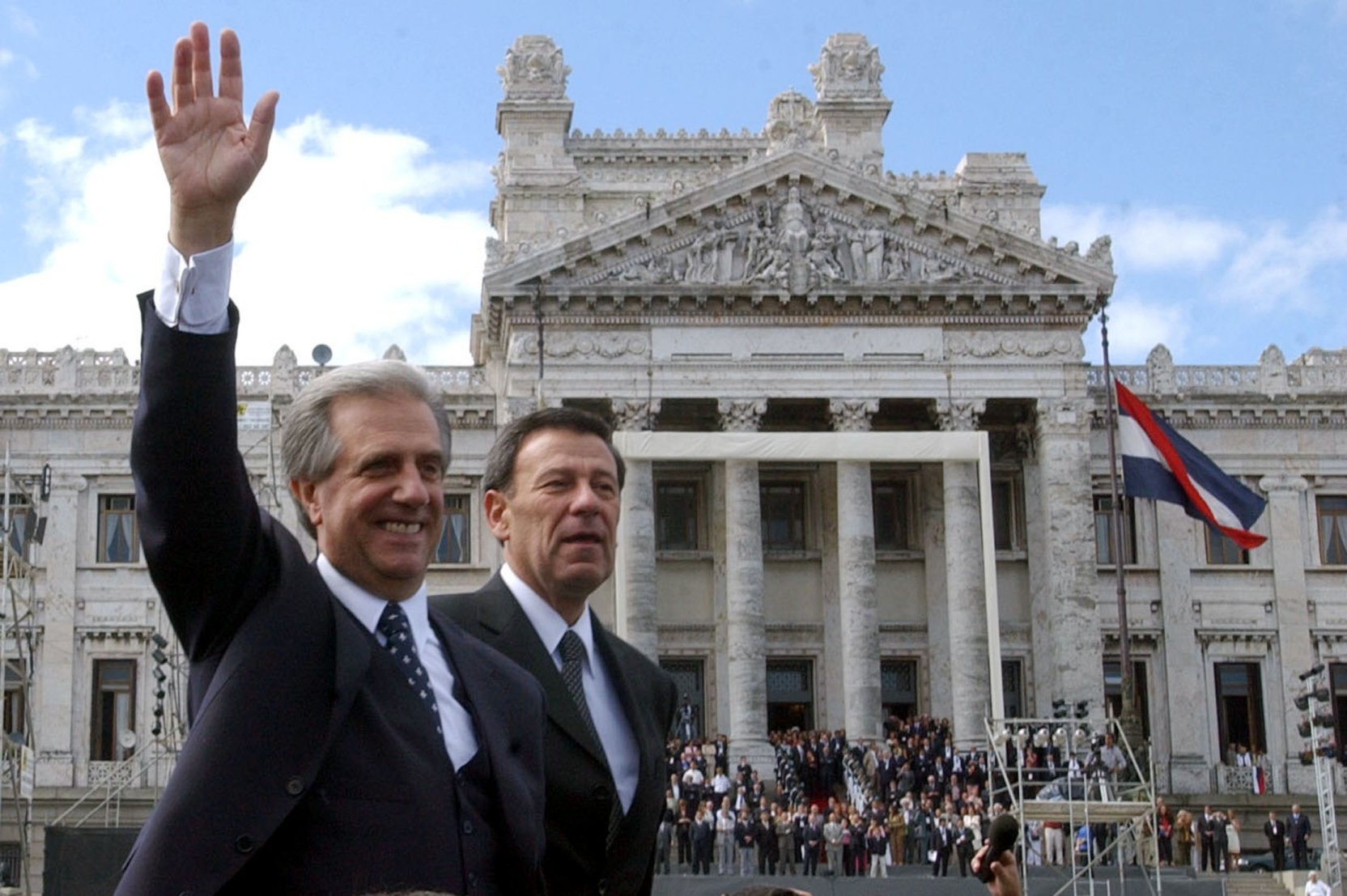
Le président Tabaré Vázquez (2005-2010) et son vice-président, Rodolfo Nin Novoa.

- Tabaré Vázquez (Tabaré Ramón Vázquez Rosas , 1940-2020)
- Front large (Uruguay)
- Gouvernement Vázquez I

Le 31 octobre 2004, le socialiste Tabaré Vázquez (Parti Progressiste-Front Élargi-Nouvelle Majorité) est élu président dès le premier tour avec 50,45 % des suffrages : c'est la première fois depuis 174 ans qu'un président élu n'appartient pas aux partis traditionnels, désormais les deux de droite, colorado ou blanco.
Depuis son élection, Tabaré Vázquez tente de stabiliser l'économie en ramenant le peso uruguayen à un taux plus favorable et en diminuant la dette extérieure du pays. Son gouvernement échange la dette envers le FMI contre une dette sur les marchés financiers, ce qui a permis d'une part de se libérer des contraintes du FMI sur l'économie uruguayenne, d'autre part de faire passer la dette brute, en pourcentage du PIB, de 113 % à 57 %. Entre 2005 et 2008, le salaire minimum passe de 1 350 pesos à 4 150 pesos (70 à 200 dollars), tandis que la pauvreté passe de 30,9 % de la population à 21,7 %, succès qui font de Vázquez le président le plus populaire des dernières décennies.
Son gouvernement, qui intègre en tant que ministres deux ex-Tupamaros, José Mujica (Agriculture) et Eduardo Bonomi (Travail), réforme la législation sur le travail afin de protéger davantage les droits syndicaux. Par ailleurs, il met en place le plan Ceibal (es), équipant les 380 000 élèves du pays d'ordinateur XO-1 à cent dollars, ainsi qu'un plan d'urgence économique, équivalent du Plan Fome du président brésilien Lula, visant à donner à manger à tous.
Enfin, ayant nommé ministre de la Défense l'avocate socialiste Azucena Berruti, militante des droits de l'homme au sein du Servicio Paz y Justicia (SERPAJ), il ouvre la voie aux procès contre certains militaires inculpés de violations des droits de l'homme sous la dictature, sans toutefois abroger la loi d'amnistie (1986) qui subordonne ces poursuites à l'accord de l'exécutif. En 2006, plusieurs militaires uruguayens, liés à la Loge des lieutenants d'Artigas, sont extradés au Chili, inculpés pour l'assassinat d'Eugenio Berrios (en),.
Sur le plan international, Vázquez maintient la présence de l'Uruguay au sein de la MINUSTAH, la force de l'ONU en Haïti, et reçoit le président George W. Bush en 2007, suscitant des manifestations houleuses. Un traité de libre-échange avec les États-Unis, importateur important de viande uruguayenne, n'est finalement pas signé, malgré le soutien initial du ministre de l'Économie Danilo Astori. Une partie de la gauche s'oppose en effet à certaines conditions de ce traité, jugées contre-productives pour l'Uruguay et en contradiction avec l'intégration régionale au sein du Marché commun du Sud (Mercosur). Il est confronté à une crise importante avec l'Argentine, au sujet d'usines de fabrication de cellulose en face de la frontière, sur le río Uruguay : les médias évoquent une « guerre du papier », les manifestants écologistes, en particulier du côté argentin, bloquant le pont reliant les deux pays à plusieurs reprises.

#### Élections de 2009
Le Front large remporte sa deuxième victoire successive lors des élections générales de 2009, obtenant la majorité absolue dans les deux chambres, tandis que son candidat à la présidence, l'ex-Tupamaro José Mujica, remporte le second tour avec près de 53 % des voix contre le candidat blanco, Luis Alberto Lacalle, représentant d'une droite dure et néolibérale.
Au sein du Front large, le Mouvement de participation populaire (MPP), formé à la fin des années 1980 par le Mouvement de libération nationale - Tupamaros (MLN-T) et qui comprend des personnalités indépendantes, demeure la première force politique, devant le Front Líber Seregni, qui, derrière l'ex-ministre de l'Économie Danilo Astori, représente la tendance centriste du Front large, plus social-libérale.
Le Parti Colorado arrive seulement troisième, son jeune candidat, Pedro Bordaberry, fils de l'ancien dictateur, ne parvenant guère à renverser la perte de vitesse des colorados.

### Présidence José Mujica (2010-2015)
- Gouvernement Mujica

### Présidence Tabaré Vázquez (2015-2020)
- Gouvernement Vasquez II (es)

Depuis l'arrivée au pouvoir du Front large en 2005, l'Uruguay connait une croissance économique ininterrompue depuis près de 15 ans, ce qui constitue un record pour ce pays. Ce développement économique serait notamment dû à la stabilité politique de l'Uruguay, au faible niveau de la corruption, et au développement des relations commerciales avec la Chine. La part des dépenses sociales dans le total des dépenses publiques est passée de 60,9 % à 75,5 % entre 2005 et 2015.
- Élections internes uruguayennes de 2019 (es)

### Présidence Luis Alberto Lacalle Pou (2020-2024)
- Gouvernement Lacalle Pou

### Galerie présidentielle depuis 2000

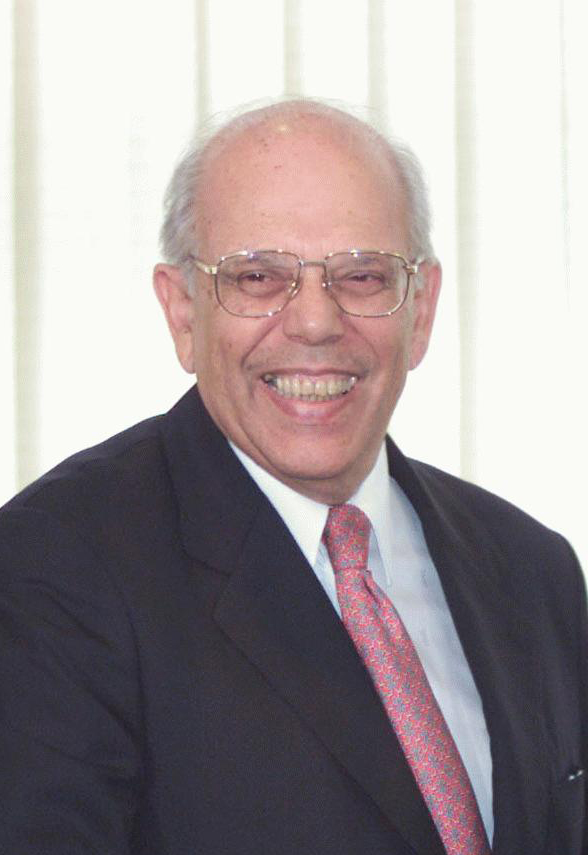
Jorge Batlle 2000-2005
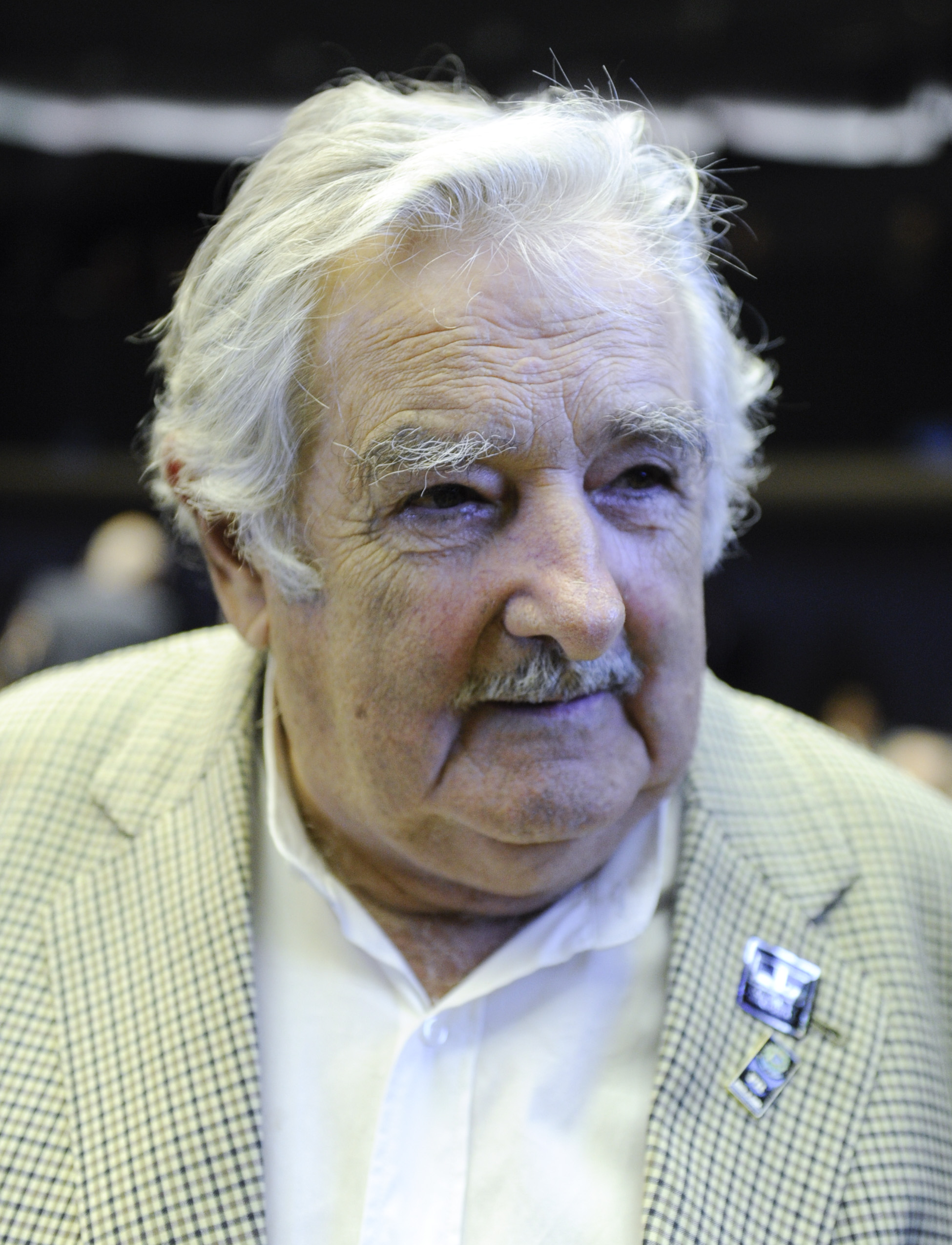
José Mujica 2010-2015
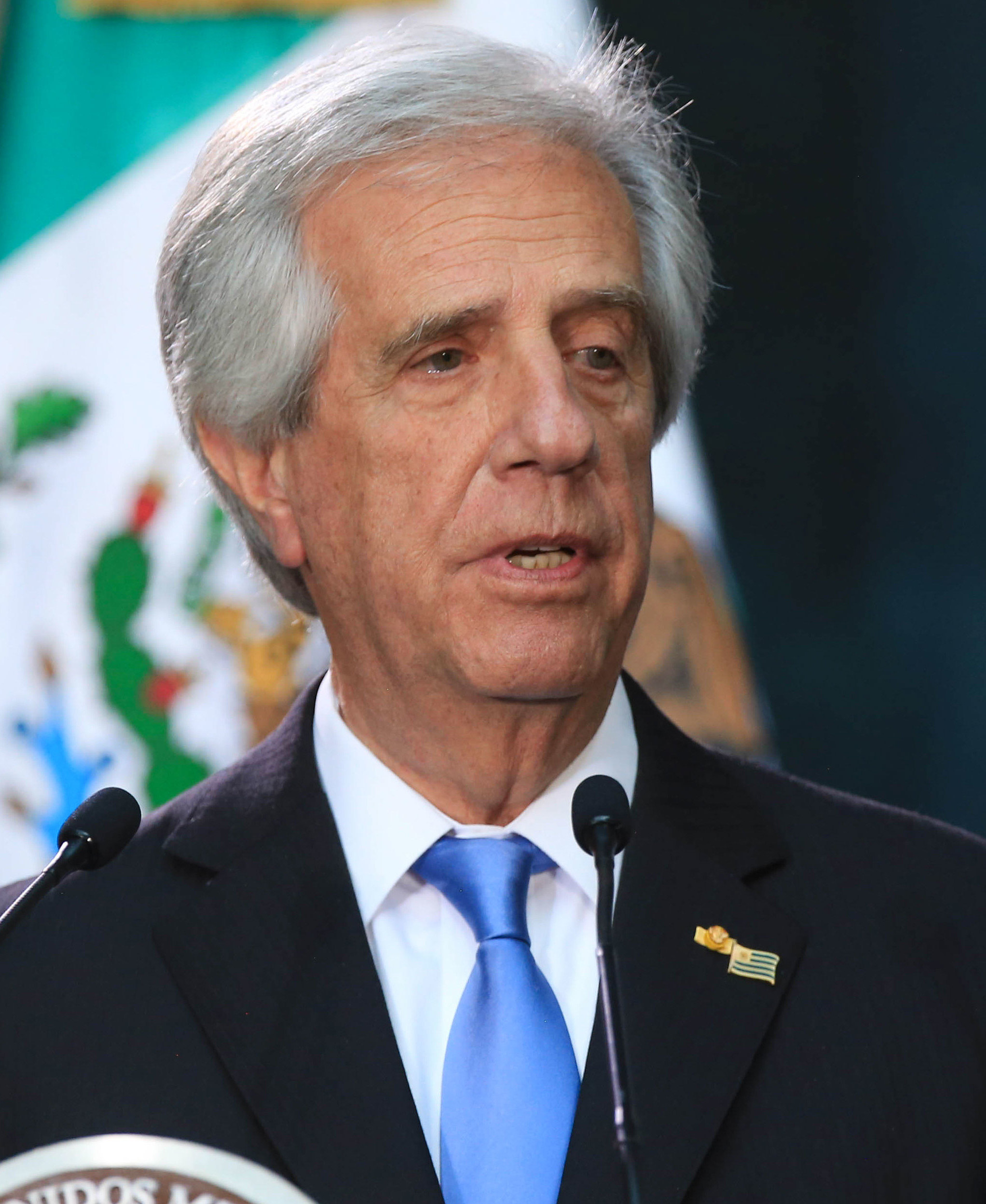
Tabaré Vázquez 2005-2010, 2015-2020
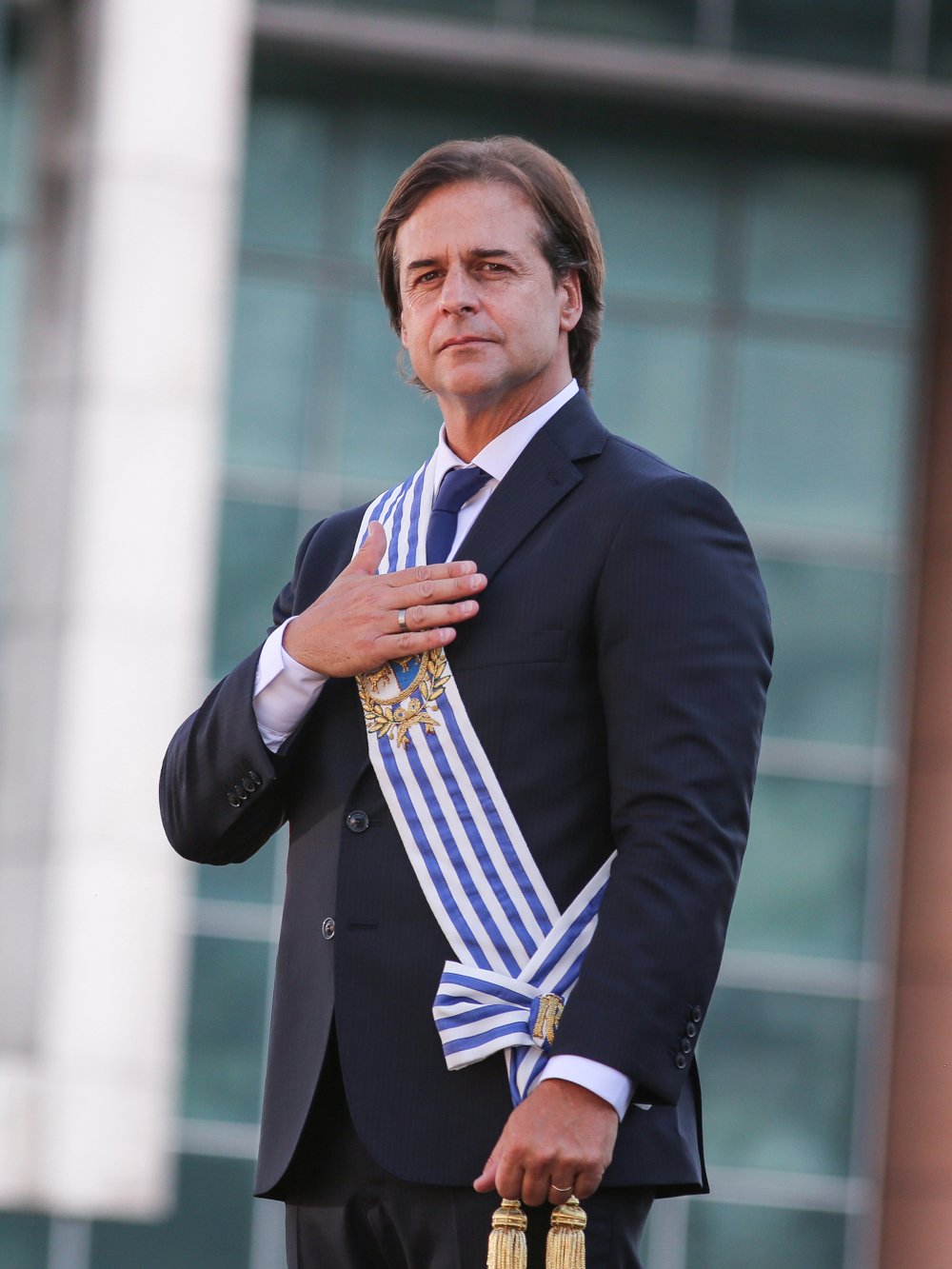
Luis Alberto Lacalle Pou 2020-février 2025
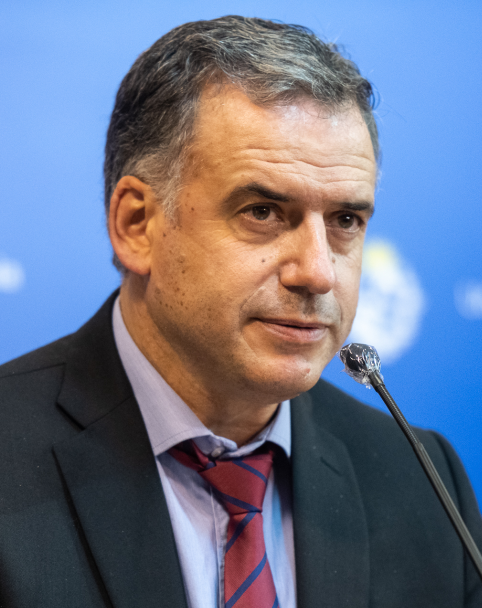
Yamandú Orsi mars 2025-présent